# 프랑스
프랑스 공화국(프랑스어: République française 레퓌블리크 프랑세즈[*]), 약칭 프랑스(프랑스어: France)는 서유럽의 본토와 남아메리카의 프랑스령 기아나, 프랑스령 폴리네시아를 비롯해 여러 대륙에 걸친 해외 지역으로 이루어진 국가이다. 주요 도시들은 파리, 마르세유, 리옹, 툴루즈, 니스, 낭트, 몽펠리에, 비시, 클레르몽페랑 등이 있다.
프랑스 혁명 이후 1804년 나폴레옹 보나파르트가 권력을 잡고 프랑스 제1제국을 개국 및 통치하며 유럽의 강자로 떠올랐다. 그러나 영국과의 나폴레옹 전쟁에서 패배한 이후 분란을 거듭하다가 1870년에 들어서야 안정적인 프랑스 제3공화국이 성립되었다. 프랑스는 제1차 세계대전의 주요 참전국이자 승전국이었으며, 이 승리로 인하여 국제적 위상이 향상되는 효과를 누렸다. 프랑스 식민제국은 1938년에 정점을 이루었으며 당시 세계 인구의 5%가 프랑스 영토에 거주하였다. 그러나 제2차 세계 대전 때 나치 독일에 의하여 본토가 점령되는 고초를 겪었다. 이후 독립을 원하는 식민지들과의 전쟁을 벌이기도 하였는데, 대표적으로 알제리 전쟁, 제1차 인도차이나 전쟁(프랑스-베트남 전쟁)이 있다. 1944년에 연합국 군대에 의하여 해방된 이후 프랑스 제4공화국을 세웠으나, 알제리 전쟁을 거치며 와해됐다. 현재의 프랑스는 샤를 드 골 대통령 등이 1958년에 세운 프랑스 제5공화국이다.
식민제국의 유산으로 인하여 현재 약 5억 명이 프랑스어로 소통 가능하며, 프랑코포니 등을 통해 프랑스어권 국가들에 여전히 강한 영향력을 행사하고 있다. EU 설립 시부터 EU federation 내에서 독일과 함께 중추적인 역할을 하였다. 북대서양 조약 기구 회원국으로, 1966년에 탈퇴 이후 1992년에 재가입하였다. 프랑스는 세계에서 손꼽히는 경제대국이자 선진국이며 소프트파워 순위 1위인 세계적인 문화 대국이다. 또한 미국, 러시아, 영국, 중국과 함께 국제적으로 인정된 핵무기 보유국이다. 2018년 현재 명목 국내총생산은 세계에서 7번째, 유로국 중 2번째로 많다. 같은 해 세계 시가총액 100대 기업 중 토탈, 사노피, GDF 수에즈, BNP 파리바, LVMH, 로레알 등이 프랑스 회사였다. 고부가가치 산업 중심 국가로서, 제조업이 대부분 쇠퇴하여서 유로 5대 경제 대국 중 제조업 비중이 가장 낮다. 현재 프랑스는 현재 전세계 1억명 관광각이 오는 세계적인 관광 대국이다. 북쪽으로는 영국 해협을 마주하고, 북서쪽으로는 켈트해를 마주하고, 북동쪽으로는 벨기에, 룩셈부르크, 동쪽으로는 독일,
스위스, 남쪽으로는 지중해, 남서쪽으로는 스페인, 안도라, 남동쪽으로는 이탈리아, 모나코와 국경을 접한다.

## 국명
프랑스(프랑스어: France 프헝스[*])라는 이름은 프랑키아(라틴어: Francia)로부터 유래하였다. 글자 뜻대로 하면 프랑크의 땅을 의미한다. 한 이론에 따르면, 고대 게르만어에서 프랑크는 노예처럼 일하는 것에 반대되는 '자유로운'이란 뜻이다. 이 말은 여전히 프랑스에서 프랑(Franc)이란 단어로 남아있으며, 2002년 유로가 사용되기 전까지 사용된 프랑스 통화로도 쓰였다.
프랑크족이 주로 사용하던 도끼인 프랑시스카를 이르는 것으로 보이는 옛 게르만어인 'frankon'에서 유래해서 프랑크족이란 이름이 붙었고 프랑스의 어원이 되었다는 설이 있다. 하지만 반대로 프랑크족이 사용하였다 하여 프랑시스카라고 불렀다는 견해도 있다. 프랑시스카가 라틴어의 형태를 한 단어라는 점에서 프랑크인들이 자신들의 무기에 라틴어 이름을 지어줄 이유가 없으니, 로마인들이 그 무기를 사용하는 종족의 이름을 따서 무기에 라틴어 이름을 붙였다고 보는 것이 자연스럽기 때문에 프랑시스카에서 프랑크가 나왔다기보다는 프랑크에서 프랑시스카가 나왔다고 보는 것이 자연스럽다. 이 경우 프랑크인들은 이 무기를 다른 이름으로 불렀을 것이다. 이 어원은 프랑스 안에서도 꽤 유명해서 비시 프랑스가 자국의 대통령기로 쓰기도 했다.
중화권과 베트남에서는 법국(法國)이라는 단어가 사용되며 발음은 파궈(중국어 보통화), 팝꿕(광동화), 팝(베트남어)으로 각기 다르다. 한국어권에서도 쓰였으나, 최근엔 거의 쓰이지 않는다.
과거 대한민국에서는 법국(法國)이란 명칭 말고도 "불란서(佛蘭西)", "불란서(佛朗西)", "불랑국(佛浪國)" 등으로 쓰이기도 했다. 헌종실록의 프랑스측이 보내온 서신에 따르면, 1847년 라피에르(프랑스어: Augustin de Lapierre) 대령은 자신을 "대불란서국(大佛蘭西國) 수사 총병관(水師總兵官) 납별이(拉別耳)" 라 소개하였다. 그 밖의 문헌에는 "대불란서국(大佛朗西國)", "불국(佛國)" 등으로 나와있다.
일본은 1858년 프랑스와 수교한 이래, 제2차 세계 대전 이전까지 불란서(佛蘭西)로 사용했다. 제2차 세계 대전 이후의 현대 일본에서는 후란스(フランス)라고 표기된다.

## 역사
프랑스는 본디 갈리아인들이 모여 살고 있는데 기원전 51년에 율리우스 카이사르에 의하여 로마 제국에 정복당했으며, 이후 로마 문화를 받아들여 급격한 문화적 발전을 이룩하였다. 로마 제국이 쇠퇴하자 프랑크족들이 476년에 이주해, 프랑크 왕국을 세우고 번영하였다. 허나 왕국의 전성기를 이끈 카롤루스 대제가 죽은 이후에는 내전이 일어났고 베르됭 조약으로 제국이 분리됐다. 이 나뉜 왕국들 중 서프랑크 왕국이 987년에 프랑스 왕국으로 성립되었다. 프랑스 왕국은 필리프 2세의 지배 하에 중세 유럽 주요 강대국로 급부상하였으며, 르네상스 기간에 해외 식민지를 개척하는 등 더욱 발전하여 전세계적으로 영향력을 미치는 강국으로 떠올랐다. 16세기에는 가톨릭과 개신교로 세력이 나뉘어 격렬한 내전을 벌이고, 17세기 경에야 절대 왕정 치하에서 안정을 찾는다. 특히 태양왕이라 불렸던 루이 14세 때에는 유럽에서 가장 군사적, 경제적으로 강력한 나라들 중 하나였다. 18세기 후반, 민주주의를 요구하는 시민들에 의하여 프랑스 혁명이 일어났고, 인간과 시민의 권리선언을 발표하며 세계 역사에 큰 획을 그었다.

### 선사 시대
현재의 프랑스 지방에 인류가 살기 시작한 시기는 180만 년 전 정도이며, 인류는 거친 기후와 빙하, 악독한 날씨 탓에 이보다 더 대규모로 북진하지는 못하였다. 인류는 이 곳에서 수렵채집인으로 살았으며, 동굴에 거주하며 많은 라스코 동굴 벽화와 같은 유적들과 작품들을 남겼다. 기원전 1만년 즈음부터는 해빙기가 찾아오며 날씨가 점차 온화해졌고, 기원전 7,000여 년에 이르자 신석기에 접어들었으며 거주하여 정착생활을 시작하였다. 기원전 4,000년 경부터 야금술이 이 지역에 전파되었고, 얼마되지 않아 금, 동, 나중에는 철까지도 제련하기 시작하였던 것이다.
기원전 600년 경에 포카이아에서 건너온 이오니아인들이 지중해의 해안에 인접한 현재의 마르세유에 그리스 식민지를 개척하였다. 이 시기에는 켈트족 부족들이 프랑스 동부와 북부로 뻗어나가기 시작하였으며, 얼마 안 있어 프랑스 전역에 골족들이 거주하게 되었다. 골족의 개념 또한 이 시기에 본격적으로 형성되었는데, 라인강, 피레네산맥, 대서양, 지중해 사이의 지역들에 모여 사는 사람들을 골족들이라 부르기 시작하였던 것이다. 근대 프랑스의 경계는 대략 고대 골족의 영역과 거의 일치하기도 한다. 골족들은 대체적으로 풍요로운 문화를 향유하였으며, 남부 지방의 경우에는 선진적인 그리스와 로마의 문화를 받아들여 문화를 발전시키도 하였다. 기원전 390년 쯤에는 골족들이 알프스산맥을 넘어 이탈리아로 침략해 들어가 로마 시를 점령하고 약탈한 일도 있었다. 골족들은 지속적으로 로마를 침략하였고, 기원전 345년에 평화 협약을 맺기 전까지 분탕질을 계속하였다. 하지만 이 협약에도 불구하고 로마와 골족들은 적대 관계를 유지하였으며, 골족들은 끊임없이 국경 근처에서 로마를 도발하였다. 기원전 1세기 무렵의 갈리아는 인적 결합체로서의 전사단인 몇 십 개의 키비타스(civitas)라고 하는 정치상의 단위로 나뉘어 있었다. 부족 내부에는 기사 및 성직자 등의 지배층과 무장능력을 지닌 일반 자유민 외에 노예가 있었으며, 목축과 원시적인 쟁기를 사용하는 농경이 이루어졌다. 로마인들은 이들이 사는 지방을 갈리아라고 불렀다.

웨르킨게토릭스가 율리우스 카이사르에게 항복하는 모습

### 삼국 시대
한편 로마에서는 폼페이우스 장군, 대부호 크라수스와 야심 많은 율리우스 카이사르의 제1차 삼두 정치 시대가 개막하였다. 당시 힘이 뻗쳐 오르고 있던 로마는 점차 그 정복의 칼끝을 유럽의 평원 쪽으로 돌리게 되었다. 이에 힘입어 카이사르는 알프스산맥 너머에 있는 갈리아 지역을 "로마화"하여 로마의 힘을 만방에 과시하고자 한 것이다. 결국 율리우스 카이사르는 기원전 1세기경에 갈리아 전쟁을 펼쳐 골족을 대대적으로 공격하였고, 기원전 52년에 골족의 대장인 웨르킨게토릭스가 로마에게 항복하며 갈리아 지방은 로마의 영향력 아래에 놓이게 되었다. 기원전 51년에 카이사르는 갈리아 전 지역을 평정하고 로마의 속주로 삼았다. 이 때 일어난 로마의 국경 확장으로 인하여 당시 선진적인 로마의 문명이 라인 강 지역까지 미치게 되었다. :9~10 웨르킨게토릭스가 카이사르에게 참패한 후, 라틴어가 켈트족의 언어를 빠르게 대체하였고, 골족들은 앞다투어 선진적인 로마의 문화를 받아들이면서 빠르게 로마에 동화되어 갔다. 아우구스투스 황제 이후 로마 제국은 갈리아 속주에 많은 로마식 도시들을 세웠으며, 목욕탕, 포룸과 같은 건물들을 지으며 로마의 문화를 갈리아 지역에 퍼뜨렸다. :12
기원후 250년경, 갈리아 속주는 라인강을 넘어 쳐들어오는 야만인들의 침략에 신음하였으나, 이후 4세기 초반에 로마 제국이 중흥하는 데에 성공하며 다시 번영을 되찾았다. 312년에 콘스탄티누스 대제가 기독교로 개종하였고, 기독교를 로마 제국의 국교로 세웠다. 황제가 직접 나서 기독교를 포교하자 갈리아 지방에서도 빠른 속도로 기독교가 전파되었으며 4-5세기 무렵에는 견고하게 자리를 잡았다. 라틴계 교부인 성 제롬은 골 지역이 유일하게 "이교로부터 자유로운" 곳이라고 기록할 정도였다.
기원후 4세기에 이르러 로마 제국이 과거의 영광을 잃고 힘이 약해지며 갈리아 지방의 동쪽 경계인 라인강 너머에서 게르만 부족들이 활발하게 움직이기 시작했다. 그들은 라인강을 따라 남하하였고, 주로 프랑크족이었던 그들은 5세기 말에 이르러서는 갈리아 지역의 대부분을 차지하였다. 이때 갈로-로마 문화가 무너지고 암흑기에 접어든 것으로 회자되는 경우가 많지만, 실제로는 "기독교"의 영향으로 인하여 프랑크족들이 대거 기독교로 개종하면서 서구 기독교 문화의 연속성은 유지되었다.

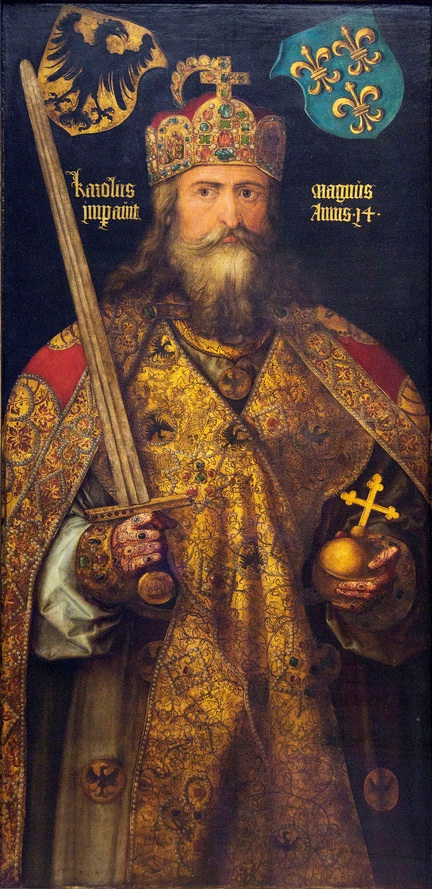
카롤루스 대제

### 중세 초기
로마 제국이 크게 약화될 무렵, 골족들은 수많은 게르만족 왕국들과 수아송 왕국 등 서로마의 잔존 세력들로 나뉘었다. 이와 동시에 영국에서 도망쳐 온 켈트족들이 아르모니카 해안을 점거하고 그 곳에 거주하였다. 이로 인하여 아르모니카 해안의 반도가 브르타뉴로 불리게 되었으며, 켈트족의 문화가 부흥기를 맞아 인근 왕국들에게 큰 문화적 영향을 미쳤다.
뿔뿔이 흩어진 채로 독립적으로 살고 있던 프랑크 족들을 처음으로 통일하고 프랑크 왕국을 세워 왕을 자칭한 자는 클로비스 1세였다. 481년부터 재위하였으며, 486년에 옛 로마의 잔존 세력들을 몰아내는 데에 성공하며 입지를 굳혔다. 클로비스 1세는 서고트인들과 싸울 때에 기독교의 힘을 빌어 승리하였다고 선포하였고, 서고트인들에게서 프랑스 남서쪽 지방들을 탈환한 이후 508년에 기독교로 개종하였다. 클로비스 1세는 로마 제국이 무너진 이후 기독교로 개종한 첫 게르만인 정복자였다. 특히 클로비스 1세는 니케아 공의회에서 이단으로 단죄단 아리우스파가 아닌 로마 가톨릭으로 개종하였는데, 이 덕분에 프랑스는 "교회의 장녀"라는 이름을 얻게 되었다(La fille ainée de l’Église). 또한 교황에게서 '모든 프랑스 기독교인들의 왕 (Rex Christianissimus)이라는 칭호를 하사받기도 하였다. 클로비스 1세가 이끄는 프랑크 왕국은 로마와 골족들의 유산을 물려받아 라틴 계통의 언어를 사용하였다. 다만 로마 제국의 영향이 상대적으로 덜했던 북부 지방에서는 여전히 게르만어 계통의 언어를 사용하기도 하였다. 클로비스 1세는 파리에 수도를 두어 메로빙거 왕조를 세웠으나, 이 왕조는 그의 사후에 오래가지 못했다. 그의 왕국은 그의 아들들에 의하여 4개로 쪼개졌다. 이후 이 왕국들은 각자 약화된 채로 명맥을 이어갔고, 국왕들은 실권을 궁재들에게 빼앗겼다. 그 유력한 궁재들 중 한 명이었던 카롤루스 마르텔은 이슬람교도들이 프랑스로 침략해 들어오는 것을 막았으며, 프랑크 왕국들 내에서 오히려 국왕보다도 신망을 얻었다. 그의 아들인 피피누스 3세가 결국 메로빙거 왕조에게서 왕위를 찬탈하였으며, 직접 프랑크의 왕위에 올라 카롤링거 왕조를 개창하였다. 피피누스 3세의 아들인 카롤루스 대제는 프랑크 왕국을 재통합하였으며, 서부와 중앙 유럽을 아우르는 거대한 제국을 세웠다.
카롤링거 왕조는 카롤루스 대제의 통치 하에 크게 번영하였다. 교황 레오 3세는 카롤루스 대제에게 옛 서로마 제국의 관을 씌우며 신성 로마 제국을 열게 해주었으며, 프랑스는 이 때 이래로 로마 교황청과 긴밀한 관계를 맺으며 가톨릭의 수호자 역할을 하게 되었다. 카롤루스 대제는 옛 서로마 제국의 영광을 되살리려 노력하였으며, 영토 수복에 힘을 쏟았다. 카롤링거 왕조는 카롤루스 대제 사후 왕위에 오른 루도비쿠스 1세 때에도 통일된 상태를 유지하였으나, 루도비쿠스 1세가 죽은 이후 분열되었다. 카롤링거 왕조는 베르됭 조약 (843년)을 시작으로 후계자들의 내분으로 인하여 동프랑크(독일), 중프랑크(이탈리아), 서프랑크(프랑스)로 분리되기 시작했다. 이 세 왕국들 중에서 서프랑크의 영역은 대략 현대 프랑스의 것과 비슷하며, 이 때문에 서 프랑크 왕국이 거의 현대 프랑스의 선조라고 할 수 있다. 9세기와 10세기경, 바이킹들이 끊임없이 프랑스를 침입해 들어왔고, 이로 인하여 왕권은 급추락하였다. 왕권은 가히 상징적인 수준으로 전락하였으며, 귀족들이 수없이 나타나 왕권을 위협하였던 것이다. 이 시기에 봉건제가 확립되었으며, 강력한 대귀족들이 왕에게 공공연히 반기를 들곤 하였다. 가장 대표적인 사례로 1066년에 노르망디의 공작이었던 윌리엄 1세가 '잉글랜드의 왕'을 자신의 호칭에 추가하여, 마치 자신을 프랑스의 왕과 대등한 존재로 피력하기도 할 정도였다. 카롤링거 왕조는 파리의 백작이자 프랑스의 공작인 위그 카페가 왕위에 오른 987년까지 프랑스를 통치했다.

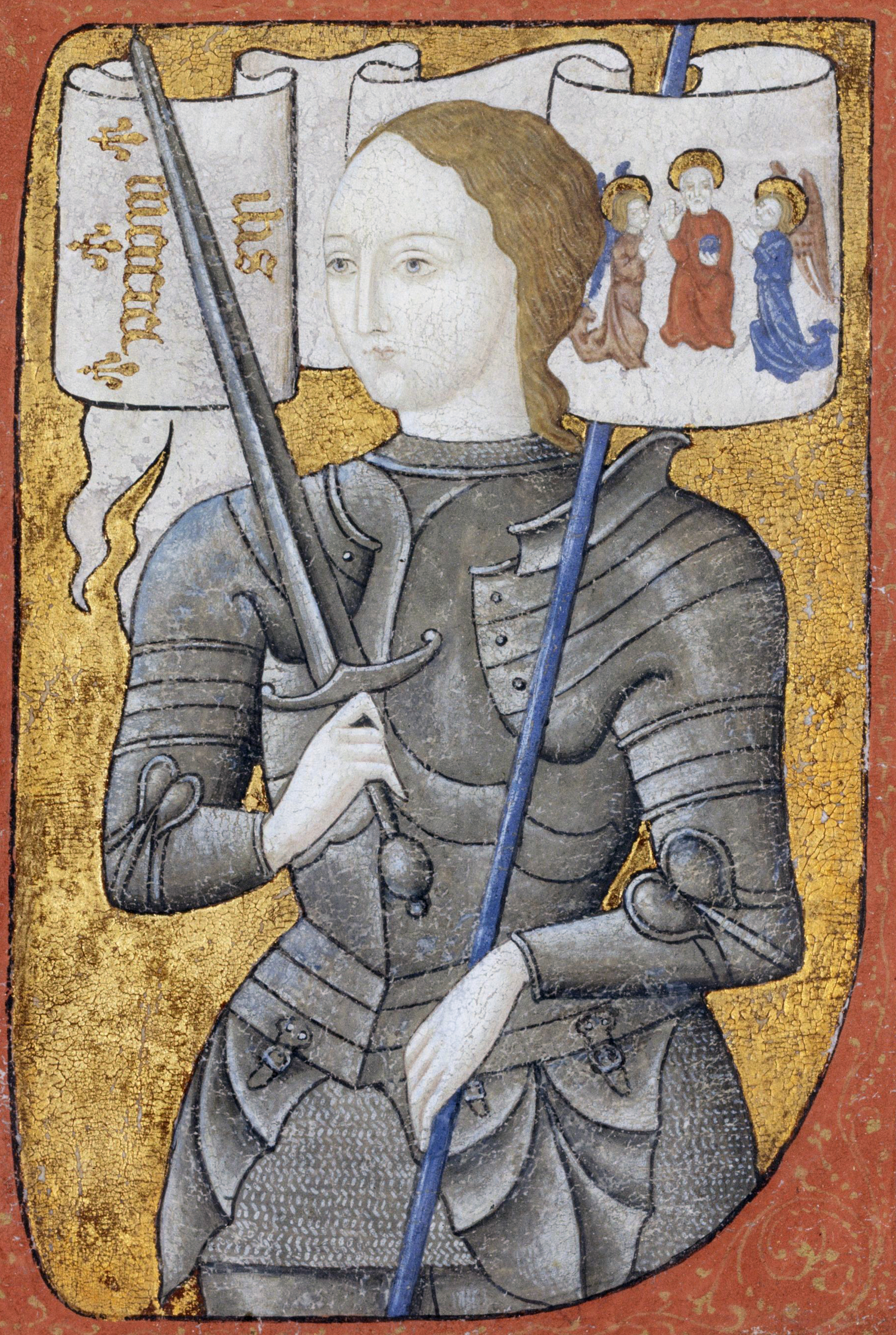
잔 다르크

### 중세 중후반기
카롤링거 왕조는 987년까지 프랑스를 통치하였으나, 프랑스의 공작이자 파리 백작이었던 위그 카페가 프랑크의 왕으로 즉위하며 그 막을 내렸다. 이후 그의 후손들인 카페 왕조, 발루아 왕조, 부르봉 왕조가 전쟁과 정략 결혼을 통하여 프랑스의 영토들을 통합하였으며, 1190년경에 이르자 필리프 2세는 프랑스 왕국의 전성기를 열었다. 후대의 왕들은 국왕 직영지의 영토를 점차 늘려갔고, 15세기에 이르자 프랑스 본토의 대략 절반 정도, 프랑스의 북부와 중부, 서부가 국왕 직속의 영토로 편입되었다. 이 과정을 거치며 프랑스는 고도로 중앙집권적인 국가로 변모하였으며, 철저한 계급제에 기반하여 귀족, 평민, 농노들을 차별하며 신분제를 확립하였다.
프랑스의 귀족들은 예루살렘을 되찾기 위하여 교황이 일으킨 십자군 전쟁에서 활발하게 참여하였고, 수많은 기사들이 200여 년이 넘는 기간 넘게 전쟁에 꾸준하게 참여하였다. 이 때 프랑스인들이 워낙 많이 참전하였기에, 아랍인들은 십자군 기사들을 멸칭으로 프랑즈'Franj'로 불렀을 정도였다. 프랑스 십자군들은 프랑스어를 레반트 지방으로 전파하기도 하였다. 프랑스의 기사들은 템플 기사단과 구호 기사단에서도 다수를 점하기도 하였는데 특히 템플 기사단의 경우, 프랑스 전역에 막대한 부를 소유하고 있었으며 프랑스 왕가에 엄청난 재정 지원을 해주곤 하였다. 다만 필리프 4세가 1307년에 기사단을 공격하였고, 우호 관계도 끊어졌다. 오늘날 프랑스 남부에 해당하는 옥시타니아 지방의 이단 종파인 카타리파를 제거하기 위한 알비 십자군은 1209년에 시작되었다. 십자군 원정의 결과로 카타리파가 제거되고 남부 프랑스의 독립이 좌절되었다.
11세기부터는 앙주를 다스리던 플랜태저넷 가문이 멘 지방과 투렌 지방에 본격적으로 영향을 미치기 시작하였고, 잉글랜드와 피레네산맥에 이르는 거대한 '제국'을 만들기 시작하였으며, 현대 프랑스 영토의 절반 가까이를 차지하며 프랑스 왕국과의 대립각을 세웠다. 프랑스 왕국과 플랜태저넷 가문이 세운 앙주 제국은 백 년 가까이 서로 대립하였고, 필리프 2세가 1202년과 1214년 사이에 앙주 제국을 공격하여 영국과 일부 지방을 남기고 대부분의 영토를 점령하며 끝을 보았다. 부빈 전투에서 완전히 패배한 플랜태저넷 가문은 영국으로 후퇴하였으나, 이후에도 영국의 플랜태저넷 가문과 프랑스의 카페 왕조와의 갈등은 계속되었다. ㅏㅏ 없이 사망하였다. 법에 의하면 프랑스 왕위는 여성이나 모계 쪽 인사들에게 물려줄 수 없었으므로, 왕위는 필리프 6세에게 내려갔다. 필리프 6세의 통치기 동안 프랑스 왕가는 중세 시대에서 가장 강력한 힘을 자랑하며 전성기를 맞았다. 다만 영국의 에드워드 3세가 프랑스를 1337년에 공격하며 빛이 바랬는데, 게다가 이때 프랑스는 흑사병이 대유행한 바로 직후였기에 공격에 더욱 취약할 수 밖에 없었다. 이후 프랑스와 영국은 백년 전쟁에 돌입하였다. 백년 전쟁 초기에는 영국군이 우세했지만 잔 다르크와 같은 지도자들의 등장 및 프랑스군의 반격으로 이 전쟁은 프랑스의 승리로 끝났다.

### 근세 초기
르네상스의 바람은 프랑스에도 불어닥쳤고, 이 시기 프랑스는 급격한 문화적 발전이 이루어졌으며 처음으로 프랑스어를 표준화하려 시도하기도 하였다. 이 시도는 나중에 프랑스의 공식 언어로 자리잡았으며, 나중에는 유럽의 귀족들이 주로 쓰는 언어로 떠오르기도 하였다. 이 시기에는 프랑스와 합스부르크 가문 사이에서 이탈리아 전쟁을 벌어지기도 하였다. 자크 카르티에와 사뮈엘 드 샹플랭과 같은 프랑스 탐험가들은 아메리카 대륙에 프랑스의 식민지들을 개척할 것을 주장하였으며, 프랑스 식민 제국의 기틀을 잡으려 하였다. 이 시기에는 로마 교황청의 타락과 부정부패에 맞서 마르틴 루터가 종교 개혁을 실시하며 유럽 전반적으로 대혼란이 일어났다. 이 중 프랑스의 종교 전쟁 (1562–98)에서 매우 유명한 사건이 발생하였는데, 1572년 수 천명의 위그노들이 성 바르톨로메오 축일 학살 사건에 휘말려 살해되었던 것이다. 종교 전쟁은 헨리 4세가 낭트 칙령을 반포하며 끝났다. 스페인은 종교 전쟁에서 가톨릭의 편을 들었고, 1597년에 프랑스 북부를 공격하였다. 이 전쟁으로 프랑스는 30만 명에 달하는 군인들을 잃었다.
루이 13세의 치세 동안, 열성적인 리슐리외 추기경이 국가의 중앙집권화를 추진하였으며 1620년대에 사병을 해체하는 등 왕권을 강화하기 위하여 노력하였다. 그는 봉건 영주들의 성들을 차츰차츰 해체하였으며, 결투, 무기 소지, 사병 소유 등을 엄금하며 계획적으로 영주들의 권력을 제한하였다. 리슐리외는 왕권이 권력을 독점하도록 하였으며, 루이 13세의 뒤를 이어 즉위한 태양왕 루이 14세 초기와 안 도트리슈, 마자랭 추기경의 섭정기에 프롱드의 난이라고 불리는 소요가 일어났다. 이 난은 지나치게 강력한 중앙집권화를 추진하는 왕실에 반발하여 지방의 대귀족들과 몇몇 지주들이 주축이 되어 일으킨 반란이었으나, 곧 진압되었다.
프랑스 절대 왕정(앙시앵 레짐)의 권력은 루이 14세의 재위기에 절정에 달했다. 루이 14세는 베르사유 궁전으로 영주들을 불러모아 궁정을 채워 귀족화시켰으며, 지방을 안정시켰다. 루이 14세의 권위는 거의 신적인 수준에 이르렀다. 그는 수많은 전쟁들을 벌여 국력을 확장하였고, 이 시기에 유럽에서 가장 인구가 많은 국가로 떠올랐다. 프랑스는 정치, 경제, 문화적으로 있어 유럽 전체에 막대한 영향력을 미쳤으며, 프랑스어는 20세기까지 문학, 과학, 외교, 국제 문제에서 공공 언어로 떠오를 정도였다. 이 무렵에는 데카르트의 이론을 비롯한 다양한 철학 사상들이 성립되었다. 계몽주의도 이 시기에 발달하였다. 프랑스는 아메리카 대륙, 아프리카 대륙, 아시아 대륙에 수많은 식민지들을 보유하고 있기도 하였다. 루이 14세는 퐁텐블로 칙령을 반포하여 이전 낭트 칙령을 폐기하였고, 이 때문에 수천명에 달하는 위그노들이 망명길에 올라야만 했다.
허나 루이 15세의 재위기에, 프랑스는 뉴프랑스를 잃었으며 7년 전쟁에서 패배한 이후에는 인도에 두고 있던 식민지 대부분을 잃고 말았다. 반면 유럽 본토에서의 영토는 갈수록 넓어졌는데, 코르시카와 로렌 등의 지방을 새롭게 편입시킨 것이다. 다만 루이 15세는 박약한 통치를 펼쳤고, 잘못된 금융, 정치, 군사적 조치들을 남발하였으며 국민들의 신망도 잃었다. 심지어 그의 신하들마저 그를 존경하지 않았으며, 이 때 결국 15년후에 발생하는 프랑스 혁명의 포석이 깔리게 되었다.

루이 15세의 손자였던 루이 16세는 미국 독립전쟁에서 신생 미국 정부를 열렬히 지원하였고, 영국에게서 독립하는 것을 크게 도왔다. 허나 이 때 너무 많은 자금을 미국으로 보내어 시민들의 불만을 샀으며 경제적으로 어려워졌던 것이다. 한편 이 시기에는 프랑스 지식인들 사이에서 계몽주의가 발달하였고, 산소의 발견, 열기구의 발명과 같은 수많은 주요 과학적 혁신들이 나오며 점차 사회 변동이 일어나고 있었다. 프랑스의 과학자들과 탐험가들은 전지구로 여행을 떠나 해상 원정을 펼쳤고, 새로운 것들을 찾아내며 프랑스에 새로운 기풍을 불어넣었다. 특히 합리성과 이성에 기반을 둔 계몽주의는 왕실의 정통성과 정당성에 의문을 제기하게 하였으며, 결과적으로는 프랑스 대혁명의 서문을 열게 되었다. 

바스티유 감옥 습격 1789년 7월 14일

### 프랑스 혁명
루이 16세는 심각한 재정 위기를 맞자 결국 성직자, 귀족, 제3계급 등을 모은 삼부회를 열어 국난을 타개하려 하였다. 하지만 삼부회의 부당한 투표 방식에 대하여 불만을 가진 제3계급의 대표들이 따로 국민의회를 구성하였고, 프랑스 혁명의 시작을 알렸다. 국민의회의 대표들은 국왕이 무력을 사용하여 민중들을 탄압할 것을 우려하여 1789년 7월 14일에 절대 왕정의 상징이었던 바스티유 감옥을 습격하였고, 이후 이 날은 혁명기념일로 제정되었다.
1789년 8월 초, 국민제헌의회는 사냥권이나 지주권과 같은 귀족들의 특권을 폐지하였다. 또한 인간과 시민의 권리 선언을 발표하며 인권의 기본 개념을 거의 세계 최초로 개창하였다. 이 선언에는 '인간에게 주어진 천부적이고 양도불가능한 권리'로 '자유, 번영, 안전, 억압에 저항할 권리'를 명시해 놓았다. 발언과 출판의 자유가 이후 허가되었으며, 임의적인 체포는 불법으로 규정되었다. 이후 프랑스의 특권적인 귀족 계급들은 크게 위축되었으며, 사회에서는 공공연하게 모든 인간들에게 동일한 권리와 자유를 줄 것을 주장하였다. 또한 공무원들을 출생이나 신분이 아닌, 실력과 재능으로 뽑을 것을 요구하였다.
1789년 11월, 의회는 국내에서 가장 거대한 토지 소유주였던 로마 가톨릭 교회의 토지를 모두 국유화하고 팔아버리기로 의결하였다. 1790년 7월, 성직자기본법이 제정되어 프랑스의 가톨릭 교회를 재구성하였으며, 면세 특권 등의 권리들을 교회로부터 박탈하였다. 이는 국내에서 심각한 반발을 불러왔고, 몇년 후에는 내전이 일어나는 빌미를 제공하였다. 이 때까지만 하여도 루이 16세는 국민적인 지지를 어느 정도 받고 있었고, 사람들도 왕정 자체를 폐지할 생각은 없었으나 루이 16세가 국외로 도주하려 시도하자 국민들 사이에서 왕이 외국의 침공을 빌어 권력을 되찾으려 한다는 소문이 퍼지게 되었다. 국왕의 명예는 땅에 떨어졌고, 사람들 사이에서는 왕정을 폐지하고 공화국을 세우자는 주장이 점차 대중적인 인기를 얻게 되었다.
1791년 8월, 오스트리아의 황제와 프로이센의 왕이 프랑스 혁명이 일어난 프랑스를 위협하였고, 절대왕정을 복구하라고 명령하였다. 1791년 9월 경에는 의회에서 루이 16세에게 1791년 헌법을 인정하라고 압박하였으며, 전제군주정을 입헌군주정으로 바꾸는 데에 성공하였다. 새롭게 선출된 입법의회는 점차 파벌이 나뉘기 시작하였는데, 주로 오스트리아와 프로이센에 적대적인 자들이 지롱드파라고 불렸으며 전쟁을 지양하는 자들을 자코뱅파라고 불렀다. 허나 1792년에 지롱드파가 우위를 점했고, 전쟁을 일으키는 것이 국민들의 지지를 얻을 수 있는 방법이라고 결론짓게 되었다. 이들은 프랑스 국민들이 충분히 왕정 국가들을 상대로 승리할 수 있을 것이라고 생각하였고, 결국 1792년 4월 20일에 오스트리아에 전쟁을 선포하였다.
1792년 8월 10일, 분노한 군중들이 궁전 주위를 포위하여 루이 16세를 협박하였고, 국왕은 입법의회로 도망쳤다. 1792년 8월에는 프로이센 군대가 프랑스를 침공하였고, 9월 초에는 프로이센 군대가 베르됭을 점령한 것에 대하여 분노한 파리 시민들이 감옥에 갇혀 있던 1,500여 명의 귀족 출신 수감자들을 죽이며 9월 학살을 일으켰다. 의회와 파리 시위원회는 시민들의 분노 앞에 무력하였고, 학살을 제지하지도 못했다. 이후 전국에서 투표가 진행되었고, 국민공회가 새로운 프랑스의 의회로 설립되었다. 국민공회는 1792년 9월 20일에 입법의회를 정식으로 계승하였고, 9월 21일에는 프랑스 제1공화국을 세우며 왕정을 공식적으로 폐지하였다. 국민 투표 결과(52%)로 인해 전 국왕 루이 16세는 반역죄로 고발되었고, 결국 1793년 1월에 단두대에서 처형되었다. 프랑스는 이에 힘입어 1792년 11월에 영국과 네덜란드에 전쟁을 선포하였으며, 1793년 3월에는 스페인에도 전쟁을 선포하였다. 1793년 봄에는 오스트리아와 프로이센이 프랑스를 침공하였고, 그해 3월에는 프랑스가 마인츠 공화국을 세웠다.
1793년 3월, 성직자기본법과 군대 징집법에 반발한 벤디 지방이 파리에 반란을 일으켰다. 이외에도 프랑스 여러 지방에서 반란의 조짐이 보였으며, 국민공회 내부에서는 당파싸움이 격렬해지며 총체적 난국에 빠져들었다. 1793년 6월 2일에는 지롱드파들이 강제로 공회를 떠나도록 압박받았으며, 1793년 3월에 일어난 반란은 브르타뉴, 노르망디, 마르세유, 툴롱, 리옹 등 여러 대도시로 확대되었다. 파리의 국민공회는 1793년 10월과 12월 사이에 거의 1만 명이 넘는 희생자를 내며 이 반란들을 진압하는 데에 성공하였다. 어떤 역사학자들은 내전이 1796년까지 지속되었으며, 대략 45만 명의 인명을 앗아갔다고 주장하기도 한다. 1794년 2월에는 프랑스가 아메리카 대륙의 식민지들에서 노예제를 철폐하였다. 1793년 10월과 1794년 7월 사이에 국민공회에서 의원들 간의 불화는 점차 극에 달하였고, 여러 의원들이 처형당하거나 단두대에서 목숨을 잃었다. 그 와중에 프랑스의 대외적인 전쟁은 점차 호조를 보이고 있었는데, 프랑스 군대는 자유와 평등이라는 가치를 전 유럽에 전파하였으며 빈자들과 평민들에게 새로운 사상의 씨앗을 뿌리며 범국민적인 지지를 얻어가기 시작한 것이다. 정치인들도 이에 힘입어 사람들을 가톨릭과 왕에 대한 충성심으로부터 최대한 멀어지게 하는 데에 온 힘을 쏟았다.

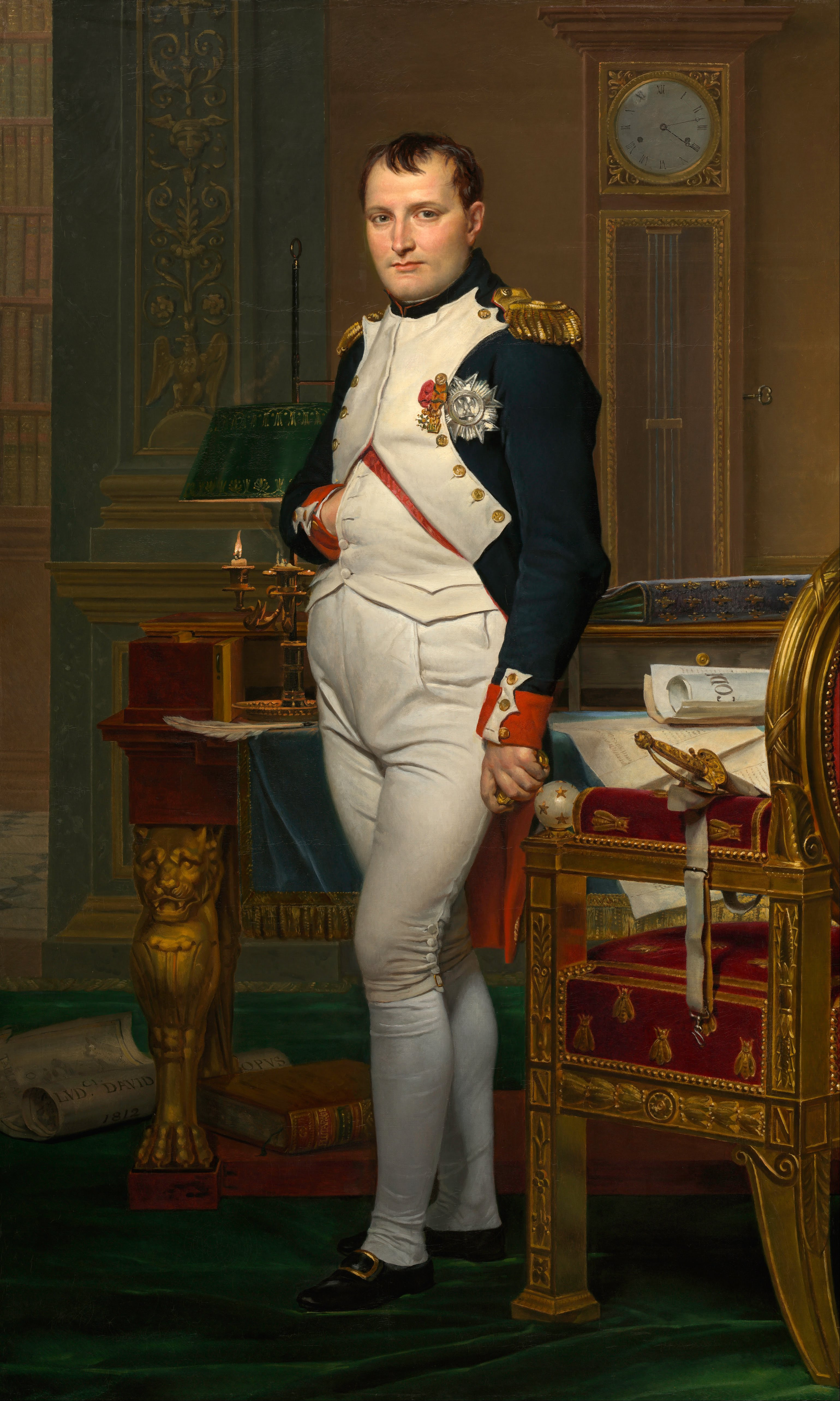
나폴레옹 보나파르트

### 나폴레옹 시대
1799년, 나폴레옹 보나파르트가 통령으로 선출되어 프랑스 공화국의 권력을 틀어쥐었고, 나중에는 프랑스 제1제국의 첫 황제로 즉위하였다. 한편 군주정을 유지하던 유럽의 군주국들이 나폴레옹의 프랑스를 상대로 연합을 맺었고, 전쟁을 선포하였다. 하지만 나폴레옹은 뛰어난 전술을 바탕으로 아우스터리츠 전투 등에서 승리하며 유럽 대륙 거의 대부분을 정복하였으며, 보나파르트 가문의 일원들이 새롭게 세워진 왕국들의 국왕들로 옹립되었다. 이 승리들을 통하여 프랑스는 유럽 전역에 자유와 평등이라는 가치를 보급할 수 있었으며, 국민의식과 인권 사상, 나폴레옹 법전 등을 널리 알렸다. 1812년 6월, 나폴레옹은 러시아를 침공하여 모스크바까지 다다랐으나, 이후 전염병과 러시아의 살인적인 추위, 보급 문제 등에 시달리다고 결국 후퇴하였다. 나폴레옹이 러시아에서 대패하고 돌아온 직후에는 숨죽이고 살고 있던 반나폴레옹 세력들이 유럽 전역에서 들고 일어나기 시작하였으며, 결국 나폴레옹은 이 때 일어난 나폴레옹 전쟁에서 패배하며 프랑스에서는 부르봉 왕정복고가 이루어졌다. 나폴레옹은 이후 다시 한 번 유배지에서 돌아와 전쟁을 일으키기도 하였으나, 결국 워털루 전투에서 패배하며 완전히 몰락하였고 부르봉 왕가가 다시 돌아왔다.
나폴레옹이 실각한 이후에도 국민들은 부르봉 왕가에 대하여 점차 적대심을 가지게 되었다. 1830년 7월 혁명이 일어나며 결국 왕가는 다시 권력을 잃었고, 루이 필리프를 중심으로 한 7월 왕정이 세워졌다. 이 때 프랑스 군인들이 알제리를 정복하였고, 나폴레옹이 1798년에 이집트를 침공한 이후 아프리카에 처음으로 식민지를 재개척하였다. 1848년에는 2월 혁명이 일어났고, 결국 7월 왕정도 폐지되고 말았다. 노예제 폐지와 남성에게 주어진 선거권이 1848년에 다시 국민들에게 주어졌다. 이 해 1848년 프랑스 최초 직선제 대통력 선거에서 당선된 뒤, 1852년에 나폴레옹의 조카이자 프랑스 공화국의 첫 대통령이었던 루이 나폴레옹 보나파르트가 프랑스 제2제국을 세워 나폴레옹 3세의 이름으로 제위에 올랐다. 나폴레옹 3세는 해외적인 프랑스의 영향력을 확대하였으며, 특히 크림반도, 멕시코, 이탈리아를 상대로 영향력을 늘렸다. 다만 1870년대에 프랑스-프로이센 전쟁에서 패배한 이후 나폴레옹 3세는 권좌에서 쫒겨났고, 제국은 폐지되었으며 프랑스 제3공화국이 세워졌다. 1875년 경에는 프랑스의 알제리 원정이 끝났고 대략 이 때에 825,000여 명의 알제리인들이 프랑스 때문에 목숨을 잃었다.
프랑스는 프랑스 식민제국을 세워 세계 전역에 식민지들을 경영하였다. 식민제국은 17세기에 본격적으로 세워졌으며, 19세기와 20세기에는 대영제국의 뒤를 잇는 세계에서 2번째로 거대한 식민제국으로 떠올랐다. 이 시기에 프랑스의 영향이 미치던 영토는 1,300만 제곱 킬로미터에 이르렀으며, 이는 세계 육지의 8.6%에 해당하는 크기였다. 이 시기에 국민들은 점차 향락주의와 번영에 빠져들었으며, 평화와 안정에 물들어 세속주의인 경향이 매우 강해졌다.

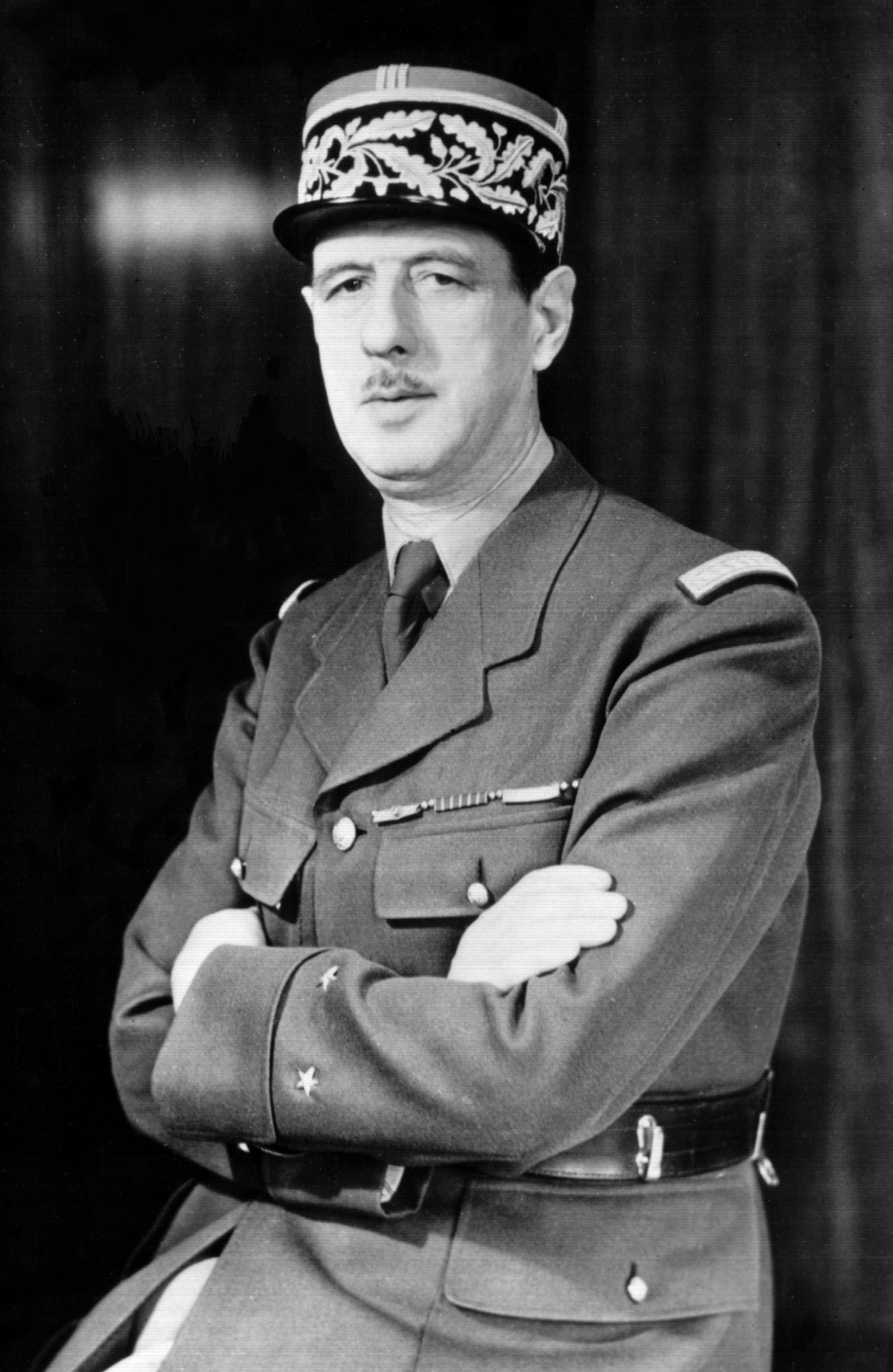
샤를 드 골 대통령

### 현대
프랑스는 제1차 세계 대전이 일어났을 때에 삼국 협상의 일원이었다. 프랑스와 그 우방국들은 엄청난 인명, 물질적 피해를 낸 이후 세계 대전에서 동맹국 군대들을 걲는데에 성공하였다. 세계 대전은 140만 명에 달하는 프랑스 군인들이 죽였으며, 이는 전체 인구의 4%에 달하는 엄청난 양이었다. 1912년과 1915년 사이에 징집으로 불려간 병사들 가운데에서 30%에 달하는 병사들이 사망하였다. 이 때에 인민 전선 정부는 8시간 근무, 여성 공무원 등 여러 사회적인 개혁들을 실시하였다.
1940년에 프랑스는 제2차 세계 대전에서 독일의 침공을 받고 독일에게 져서 항복하여, 프랑스 북부는 독일 점령 지역, 프랑스의 남부 지역은 독일에 협력한 프랑스인들이 세운 비시 프랑스로 나뉘어 통치되었다.(그러나 북부 지역도 명목상으로는 비시프랑스의 땅이었다.) 샤를 드 골이 이끄는 자유 프랑스는 런던에 본부를 세우고 독일에게 대항하였다. 1942년부터 1944년까지, 16만 명에 달하는 프랑스 국민들이 강제 수용소로 끌려갔으며, 이들 중 대부분이 사망하였다. 1943년 9월에 코르시카가 처음으로 추축국의 손아귀에서 풀려났으며, 1944년 6월 6일에 연합국 군대가 노르망디 상륙작전을 펼치며 본격적인 프랑스 해방작전을 실시하였다. 이후 프랑스 공화국 임시 정부가 세워지며 프랑스인들의 주권정부가 복구되었다. 샤를 드골이 이끄는 정부는 독일과의 전쟁을 계속하였으며, 나치에 협력하였던 자들을 공직에서 대거 해임하였다. 또한 사회복지제의 실시, 여성 선거권 보급 등 여러 사회 개혁들을 연이어 실시하였다.
프랑스 임시 정부는 헌법을 제정하여 프랑스 제4공화국의 기초를 놓았으며, NATO의 창설국들 중 하나로 참여하며 국제 무대에도 복귀하였다. 프랑스는 인도차이나에 대한 영향력을 복구하며 제국주의 야심을 드러냈으나, 1954년에 디엔비엔푸 전투에서 북베트남 군대에게 대패하며 꿈을 접어야만 했다. 몇 달 후에는 알제리에서 반식민주의 혁명이 일어났고, 프랑스는 알제리에 대한 영유권을 지키기 위하여 반인권적인 고문들과 억압, 초사법적인 살인들을 저지르며 수많은 범죄들을 저질렀다. 이후 알제리는 거의 내전 상태에 빠져들었으며, 사회는 급속도로 혼란에 빠졌다. 이후 국민들은 지도력이 약하고 무능한 제 4공화국에 염증을 느꼈고, 결국 1958년 드골이 지도하는 프랑스 제5공화국의 시대로 들어갔다. 5공화국은 상대적으로 대통령의 권한이 강력해졌다. 드골 대통령은 알제리 전쟁을 끝내기 위한 사전 작업에 착수하였고, 결국 1962년에 알제리를 독립시켜줄 수 밖에 없었다. 하지만 이 독립의 과정은 엄청난 인명피해를 낳았다. 가히 100만 명에 달하는 사람들이 죽었던 것이다.
냉전 기간 동안 드 골은 '국가 독립'을 내세우며 서방과 동구권 사이에서 균형을 추구하였다. 프랑스는 나토의 군사적 행동에 상대적으로 참여하지 않았으며, 대신 핵개발 계획에 착수하여 세계에서 4번째로 핵무기를 가진 국가가 되었다. 그는 미국과 소련 간의 균형을 잡기 위하여 독일과의 관계를 재수립하였으나, 유럽 연합과 같이 초국가적인 단체의 결성에 대해서는 부정적인 입장을 보였다. 1968년에는 드 골에 반대하는 68시위가 일어났는데, 이는 엄청난 사회적 영향을 미쳤다. 이전에는 종교, 애국주의, 권위에 복종하는 경향이 강했다면, 시위 이후에는 세속주의, 개인주의, 성적 공공화가 일어난 것이다. 비록 혁명 자체는 정치적으로 실패하였으나, 이는 사람들 사이에 불화를 불러왔고 결국 드 골 대통령은 이에 책임을 지고 대통령직에서 사임하였다.
프랑스는 드 골 대통령 이후 여전히 세계에서 가장 발달된 선진국들 중 하나로 남았으나, 높은 실업률과 급증하는 국가 부채 등 여러 경제적 문제들에 직면하였다. 20세기 후반과 21세기 초반, 프랑스는 유럽 연합을 주도하는 등 유럽 통합에 앞장섰으며, 1999년에는 유로존을 설립하고 2007년에 리스본 조약을 서명하는 등 여러 활동을 하였다. 프랑스는 나토로 다시 재통합되었고, 나토와 관련된 전쟁에 가장 많이 참여한 회원국들 중 하나로 떠올랐다. 19세기 이후 프랑스는 많은 이민자들을 받아들였는데, 대부분은 유럽 가톨릭 국가들에서 유입된 자들이었다. 21세기에는 수 천명의 무슬림들이 들어오기 시작하였고, 이들은 열악한 환경과 높은 실업률에 시달렸다. 정부는 이민자들을 프랑스에 융화시키고 전통에 동화시키려 하던 기존의 정책을 폐기하였고, 자신들만의 정체성을 지키도록 장려하기 시작하였다.

## 지리

### 위치

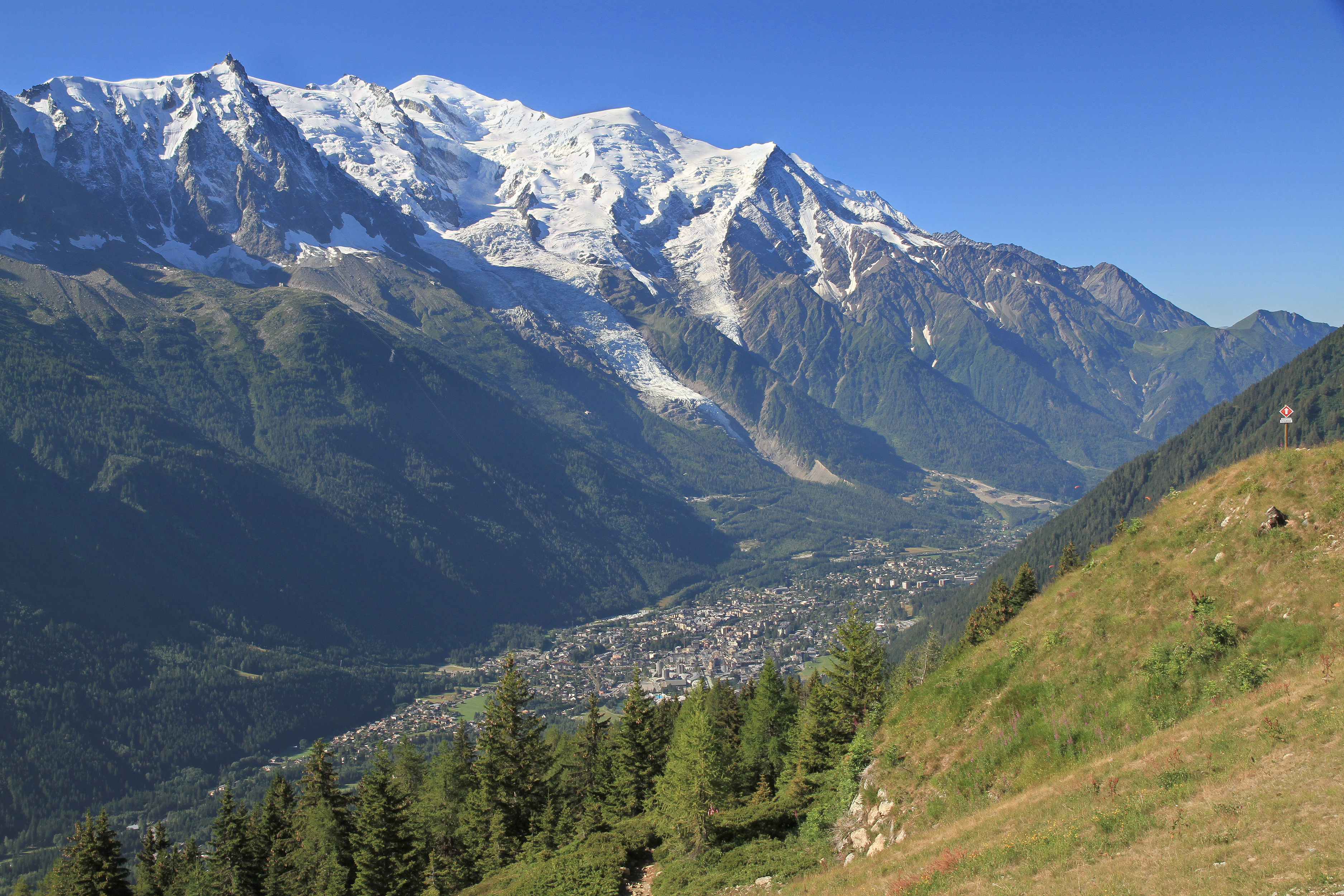
프랑스 동남부 몽블랑산을 배경으로 한 샤모니 계곡의 풍경. 이탈리아 국경에 위치한 몽블랑산은 알프스 산맥에서 가장 높은 산이다.

프랑스 본토는 북위 42도 20분 ~ 북위 51도 05분 사이에 위치하고 있으며, 유럽 대륙 서단의 지협부를 차지하고 있다. 전체 면적은 632,734 km2이다. 전체적으로는 대각선이 1,000 km인 육각형에 가까운 모양을 갖추고 있다. 서쪽으로는 대서양, 남쪽으로는 지중해, 북쪽으로는 북해와 접해 있다. 프랑스와 국경을 맞대고 있는 나라로는 동쪽의 이탈리아, 스위스, 독일, 북동쪽의 룩셈부르크, 벨기에, 남쪽의 스페인, 남서쪽의 안도라, 남동쪽의 모나코가 있다. 또한, 대륙을 벗어나 북서쪽으로 영국 해협을 사이에 두고 영국과 마주하고 있다. 이 뛰어난 교통 상의 위치로 해서 유럽 문명의 십자로라는 말을 들어 왔고 항상 그 중심이 되어 있었다. 해외 영토는 브라질과 수리남, 네덜란드의 해외 영토인 신트마르턴과 국경을 접한다.
프랑스는 여름 시간제를 실시하고 있다. 3월 마지막 주 일요일부터 10월 마지막 주 일요일까지 1시간 앞당겨진다. 보통 한국 표준시(KST)와의 시차는 8시간이고 여름 시간제가 적용될 때는 7시간 차이가 난다.

### 지형
EU 소속 국가 중 영토가 가장 넓다. 수도는 파리이다. 프랑스 본토는 남북으로는 지중해에서 영국 해협과 북해까지 이르고, 동서로는 라인강에서 대서양에 이른다. 그 지형적 모양으로 인해 프랑스인들은 종종 이곳을 L'Hexagone(육각형)이라고 부른다. 북동부의 알자스 지방과 남서부의 바스크 지방을 잇는 선을 경계로 남동부 지역은 높고 북서부 지역은 고도가 매우 낮은 평야나 대지, 또는 구릉지대로 구성되어 있기 때문에 대체로 대서양으로 지형이 열려있다. 한편 남동부 지역에는 고도가 높고 기복이 큰 산지들이 집중되어 있는데 특히 300 m 이상의 능선이 여러 곳에 분포하는 알프스산맥과 피레네산맥은 각각 이탈리아와 스페인과 자연적인 국경을 이루고 있다.
오늘날의 지형은 알프스 조산운동과 헬시니아 조산운동에 의해 형성되었다. 전자는 알프스, 피레네, 쥐라 등의 험준한 습곡산지를 이루고, 후자는 중앙 산지와 북서쪽으로 뻗는 아르모리칸 산지 및 북동쪽으로 뻗는 보즈, 아르덴느 산지를 형성했다. 이들 산지는 침식이 진행된 노년기의 지형을 나타내고 일반적으로 완만하다. 중앙산지의 북쪽에는 파리 분지, 남서쪽에는 아키텐 분지가 펼쳐지고 남동쪽은 알프스와의 사이에 손강, 로온강의 좁은 계곡이 뻗친다. 아르모리칸 산지는 코탕탱반도(노르망디반도)와 브르타뉴반도에
걸쳐 200m 내외의 완만한 구릉을 이루고 있으며 이들 산지의 사이를 르와르강, 센강, 가론강 등이 흐르고 있다.

### 기후
해안으로부터의 거리, 해발고도, 국지적 풍향에 따라 변화무쌍한 기후가 된다. 북쪽에서 남쪽까지, 동쪽에서 서쪽까지 다양한 기후의 특성을 가지고 있다. 북부는 영국만큼이나 비가 자주 오나 남부는 비가 자주 오지 않는다. 프랑스의 우유, 버터, 치즈와 크림은 맛과 향, 영양, 종류 면에서 가히 독보적이어서 낙농국가하면 우선적으로 생각나는 나라가 프랑스이다. 피레네산맥일대와 알프스산맥일대는 겨울엔 매우 춥고 눈이 매우 자주 오며, 여름엔 건조하고 선선한 날씨가 이어진다. 프랑스의 겨울은 매우 추워 최북부 지역은 한겨울에 영하 40 °C 정도까지 기온이 내려간다. 기후의 연교차는 크지 않고, 서남부의 피레네산간지방과 동남부의 알프스산간지방의 일교차는 20 °C 정도가 된다. 강수량은 산악부에서는 1600mm 전후이고, 내륙에서는 1200mm 전후이다.

## 정치
프랑스는 대의민주주의 국가이자 단일 이원집정부제 (반대통령제) 공화국이다. 현존하는 국가들 가운데 가장 일찍 세워진 공화국이기도 하며, 이 때문에 공화정의 특성 상당수가 프랑스에서 유래되기도 하였다. 현재의 프랑스 공화국은 1958년 9월 28일에 국민투표에서 통과된 헌법을 기반으로 하는 제5공화국 체제이며, 이전의 불안정했던 3공화국과 4공화국 체제에 비하여 훨씬 대통령의 권한이 강화된 모습을 가지고 있으며, 이와 함께 행정부의 권한 역시 입법부에 비하여 상대적으로 비대해진 형태를 띠고 있다.
프랑스 행정부의 최고 지도자이자 국가 원수는 현 에마뉘엘 마크롱 프랑스 대통령이며, 국민들이 매 5년마다 선출한다. 또한 정부 수반이자 행정부의 책임자는 프랑스 총리이며, 대통령에게 임명을 받아 정부와 내각을 이끌어나간다. 프랑스 대통령은 의회를 해산할 권한이 있으며, 그 외에도 국민투표를 실시할 권한, 고위 판사들과 공직자들을 임명할 권한, 국제 협약을 체결하거나 종결할 권한을 보유하고 있으며 그 외에도 프랑스군의 최고 통수권자이기도 하다. 한편 총리는 공공 정책을 결정하며, 외무를 책임지는 대통령에 비하여 상대적으로 내무에 신경을 많이 쏟는 편이다.
프랑스 의회는 상원과 하원으로 구성된 양원제이다. 하원의원들은 직접선거를 통하여 선출되며, 임기는 5년이다. 하원은 ‘국민의회’라고도 하며, 국민을 직접 대표하는 기관으로서 투표를 통하여 정부를 강제 해산할 권리가 있다. 한편 상원의 경우, 상원의원 역시 국민들에 의한 투표로 선출되며 임기는 6년으로 매 3년마다 절반씩 의원들을 새롭게 교체한다 상원은 상대적으로 하원에 비하여 입법권한이 적으며, 하원과 상원의 의견이 충돌할 경우에는 하원에게 최종 결정권한이 있다. 상원과 하원이 합쳐져 프랑스 의회를 이루는데, 의회는 재정, 법, 정치, 군사 등 대부분의 정부 정책들을 심의하고 통과시켜주는 역할을 하나, 일부 세부사항들의 경우에는 행정부에서 자율적으로 조정할 수 있다.
2차 세계대전의 전인 프랑스 제3공화국 시절까지만 해도 프랑스 정계는 공화당 등 급진 포퓰리즘 정당들이 의석 상당수를 얻어내면서 활개를 치곤 하였다. 그러나 세계대전이 발발하고, 전후 국민들이 나치 등의 실체를 보며 크게 실망한 탓에 급진주의 정당들은 그 세를 잃었으며, 이후 프랑스 정계는 노동자 인터네셔널 프랑스 지부, 그리고 이를 계승한 프랑스 사회당을 중심으로 한 좌파 정당들과, 그리고 프랑스 공화당을 중심으로 한 우파 계열 정당들로 양분되어 현재에 이르고 있다. 한편 2017년에는 급진중도주의 정당인 전진하는 공화국이 사람들의 큰 지지를 얻으며 공화당과 사회당을 모두 제치고 정계의 중심 세력으로 떠올랐다.

### 정치 변동
- 절대 왕정: 루이 14세부터 루이 16세까지
- 제정 : 1804년부터 1815년까지, 1852년부터 1870년까지
- 입헌 군주제: 1815년부터 1848년까지
- 공화정: 1792년부터 1795년까지, 1848년에서 1852년까지, 1871년부터 현재

현재 프랑스 제5공화국은 1958년 10월 8일부터 현재까지 이어져오고 있다.

### 주요 정당
2017년 기준으로 프랑스 국민의회의 의석 순으로 정렬하였다. 577석으로, 현재 여당은 전진하는 공화국!이다.
- 전진하는 공화국!(RE, 집권 여당) 309석
- 공화당(RP. 현재 제1야당이며, 기존의 대중운동연합이 명칭을 변경한 중도우파정당) 112석
- 민주운동(MoDem, 제2야당) 42석
- 사회당(PS. 현재 제3야당이며, 사회민주주의를 표방하는 중도좌파정당) 30석
- 민주당-무소속 연합(UDI. 우파성향의 민주당과 무소속계열의원들의 연합정당) 18석
- 녹색당(EGP. 68혁명의 기수 다니엘 콘-벤디트가 이끄는 중도좌파, 녹색주의 지향정당) 17석
- 좌익급진당(RL. 사회자유주의 정당) 3석
- 좌파전선(LF. 공산당의 색채가 짙은 극좌정당) 10석
- 국민연합(RN. 급진적 민족주의 정당) 8석

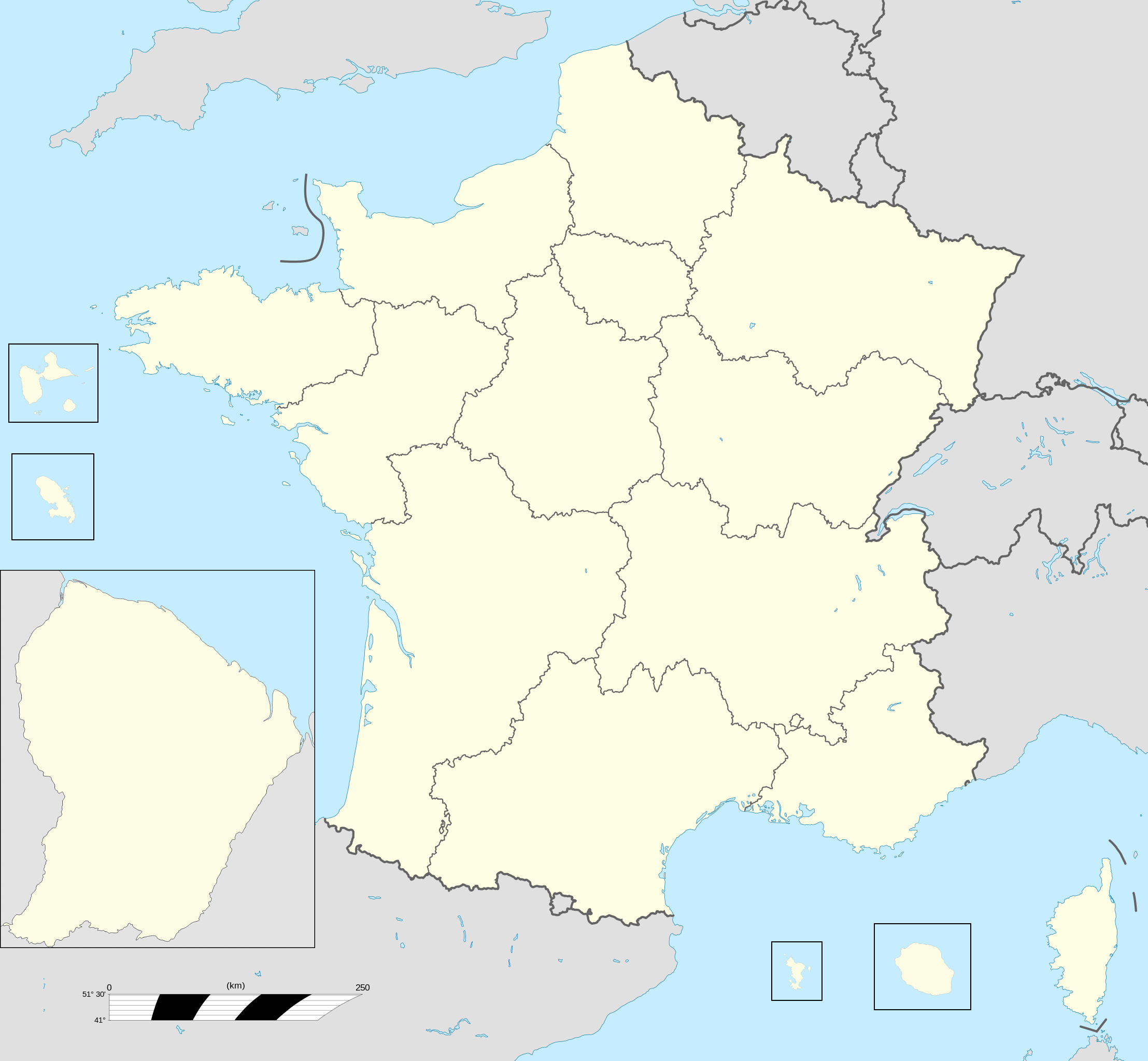
프랑스의 행정 구역

### 행정 구역
프랑스의 수도는 파리이다. 프랑스의 기초 지방자치 단체는 코뮌으로, 파리, 리옹, 마르세유와 같은 도시도 하나의 코뮌을 이루고 있다. 여러 코뮌들을 묶어 캉통을 이루며, 여러 칸톤이 모여 아롱디스망이 되고, 아롱디스망이 모인 것은 데파르트망이라 한다. 몇 개의 데파르트망이 모여 레지옹을 이룬다.
2016년 프랑스는 18개의 레지옹(Régions)으로 나뉘어 있고, 이들 중 코르시카 섬을 포함한 13개가 유럽 본토에 자리하고 있으며 나머지 5개는 해외에 위치하고 있다. 레지옹들은 또 101개의 데파르트망(Départements)으로 나뉘며, 알파벳 순으로 번호를 부여받아 분류된다. 이 번호들은 현재도 우편 번호 등에 쓰이고 있었으며, 예전에는 차량 번호에 쓰이기도 하였다. 총 101개의 데파르트망들 중에서 해외에 위치한 5개는 데파르트망인 동시에 레지옹이기에 해외 데파르트망(Départements D'outre-Mer)이라고도 부르며, 유럽 본토에 있는 레지옹들과 동등한 대우를 받으며 유럽 연합의 일원으로 인정받는다. 해외 레지옹에는 Saint Martinique and Guadeloupe, 프랑스령 기아나, 레위니옹, 마요트 등이 있다.
101개의 데파르트망들은 335개의 아롱디스망(Arrondissements)으로 또 나뉜다. 아롱디스망의 하위 행정구역은 총 2,054개의 캉통(Canton)로 나뉜다. 이와는 별개로 아롱디스망은 또 최하위 행정구역 단위인 36,658개의 코뮌(Commune)으로 나뉜다. 다만 파리, 마르세유, 리옹과 같은 대도시들은 시급 아롱디스망이라는 특수한 행정 구역으로 나뉜다.

#### 해외 영토
18개의 레지옹에 추가하여, 프랑스는 총 5개의 해외 집합체(Collectivité D'outre-Mer)를 소유하고 있다. 프랑스령 폴리네시아, 생마르탱, 생바르텔레미, 생피에르 미클롱, 왈리스 퓌튀나가 바로 이 해외 집합체에 속한다. 이 해외 집합체들은 프랑스의 일부로 인정받기는 하지만, 생마르탱을 제외하고는 유럽연합의 일부로 인정받지는 못한다. 태평양에 있는 왈리스 퓌티나나 프랑스령 폴리네시아는 CFP 프랑을 통화로 사용하며, 유로의 가치와 대단히 밀접하다. 해외 레지옹은 유로를 사용한다. 특별 공동체(Collectivité Sui Generis)는 누메아 협정에 의해 가장 큰 자치권을 보장 받고 있는 지역으로, 누벨칼레도니가 이 지역에 속한다. 자체 군대를 운용하고 여러 오세아니아 지역 기구에도 독자적으로 참여하고 있다. 유럽연합에서는 해외 집합체와 같은 지위를 가지고 있으며 유로를 사용하지 않는다. 언제든지 원하면 독립이 가능하며 이미 여러 번 독립에 대한 주민 투표를 시행했는데 반대가 더 많아 독립하지는 않고 있다. 가장 최근의 투표는 2018년에 있었으며 이때도 부결되었다. 2020년과 2022년에 다시 독립에 대한 주민 투표가 예정되어 있다. 해외 영토(Territoire D'outre-Mer; TOM)는 무인도거나 거주하는 사람이 있기는 있으나 계속 거주하는 것이 아니라 공무원들이 파견나가 있는 것이라서 공식적으로는 무인도 취급인 지역이다. 클리퍼턴섬과 프랑스령 남방 및 남극 지역이 이에 속한다.

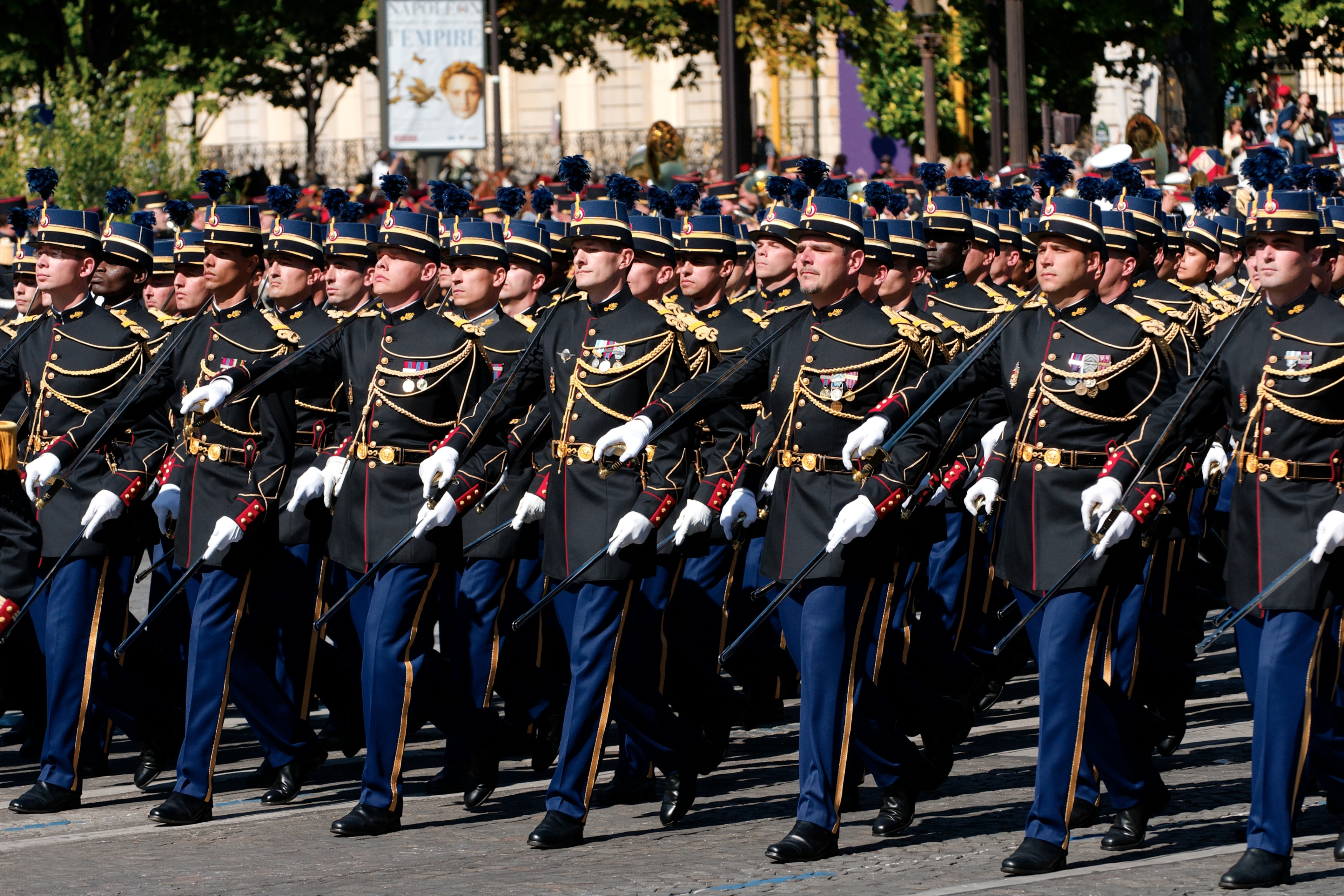
국가헌병대

| 국기                | 공식 명칭                  | 지위        |
| ------------------- | -------------------------- | ----------- |
| 프랑스령 폴리네시아 | 프랑스령 폴리네시아        | 해외 집합체 |
|                     | 생마르탱                   | 해외 집합체 |
|                     | 생바르텔레미               | 해외 집합체 |
|                     | 생피에르 미클롱            | 해외 집합체 |
|                     | 왈리스 피튀나              | 해외 집합체 |
|                     | 누벨칼레도니               | 특별 공동체 |
|                     | 클리퍼턴 섬                | 해외 영토   |
|                     | 프랑스령 남방 및 남극 지역 | 해외 영토   |

### 국방
프랑스 군대(Forces armées françaises)는 프랑스의 정규군으로, 프랑스의 대통령이 최고 통수권자이다. 크게 프랑스 육군(Armée de Terre), 프랑스 해군(Marine Nationale), 프랑스 공군(Armée de l'Air), 프랑스 타격군(Force Nucléaire Stratégique), 프랑스 국가헌병대(Gendarmerie nationale)로 편제가 나뉘어 있다. 이들 중 프랑스 타격군은 비대칭무기와 핵무기를 전담하고, 국가헌병대는 교외 지역에서 경찰의 업무를 맡아보기도 한다. 국가헌병대는 기본적으로 군에 속해있기에 프랑스 국방부의 명령을 받으나, 경찰의 성격도 분명하게 띠고 있기에 내무부의 통제를 받기도 한다. 현재 프랑스 군대는 세계에서 가장 규모가 거대한 군사 조직들 가운데에 하나이며, 특히 유럽 연합에서는 가장 거대한 군대이다.
국가헌병대의 일부인 기동 헌병대(Gendarmerie mobile)는 대한민국에도 존재하는 전투경찰처럼 국내에서의 각종 시위 등을 진압하기 위한 군인들로 이루어진 시위 진압 전문부대로서 시위대의 규모가 커서 이들로는 도저히 제압이 어려울 경우에는 국가 경찰 소속의 시위 진압부대와 같이 폭동을 진압하기도 하며 해당 부대 내에는 대테러부대인 GIGN과 시위 진압 전용 장갑차들로 구성되어 있는 GBGM이 배속되어 있다. 인원은 지역헌병 다음인 16,108명으로 많아 국가헌병대의 두 기둥이라고 할 수 있으며 예하에 안전특수대, 헌병특경대, 헌병낙하산중대, 산악구조부대, 동굴구조대, 공화국수비대, 항공수송대, 대통령경호단 등을 두고 있다.공화국 수비대(Garde républicaine)라고 하는 조직은 파리에 있는 대통령궁인 엘리제 궁과 국회의사당, 총리관저 등 주요 시설들 및 국립 은행에서 화폐 수송시의 경비와 검문검색 등을 담당하는 경비 전문 헌병 조직으로서 수비대 휘하에는 본부를 비롯하여 2개의 보병 연대와 기병 연대 등으로 구성되어 있다. 나폴레옹 1세 시절의 근위대였던 프랑스 제국 근위대를 계승한 부대라고 하며, 따라서 공화국 친위대라고 번역되기도 한다.
헌병 항공대(Gendarmerie de l'Air)는 헌병들, 특히 대테러 부대 소속 대원들이 사용할 수 있는 각종 항공기들을 보유하고 있다. 단,규모가 750명 정도로 비교적 적다보니 주둔지도 두 곳뿐이다. 항공 수송 헌병대(Gendarmerie des Transports Aériens)는 민간 공항 및 공군 기지의 경비를 담당하고 있다. 이들이 담당하는 공항은 프랑스의 대표 공항들이며 지방 공항들은 대부분 해당 지역의 자치경찰 등이 담당하는 게 원칙이라고 한다. 평시에는 프랑스 교통부 장관의 관리 하에 있다고 한다. 프랑스 국가 헌병대는 프랑스 전역과 식민지 등을 주 활동범위로 두고 있는 까닭에 2011년 기준으로 무려 9만 8155명이 프랑스 국가 헌병대에 소속되어 있으며 이러한 수치는 프랑스군에서 육군 다음으로 높은 비중을 차지하는 군종이라고 해도 과언이 아닐 정도로 큰 규모를 자랑하고 있다.

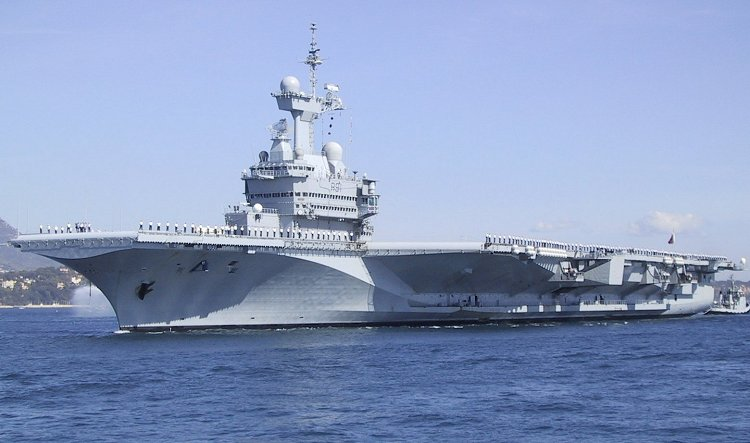
샤를 드골(R-91) 원자력 추진 항공모함

프랑스에는 프랑스 외인부대라 하여 전세계 140여개국에서 지원한 외국인들을 받아 이들로만 자치적인 군대 조직을 운영하는데, 이들은 복무 기간이 끝나면 프랑스 시민권이 주어진다. 이는 전세계적으로도 상당히 독특한 구성으로, 이와 비슷한 조직을 운영하는 나라로는 스페인과 룩셈부르크 정도가 있다. 2002년 1월 1일부터 프랑스 정부는 모병제(지원제)를 실시하게 되었다. 프랑스는 유엔 안전보상이사회의 상임이사국이며, 미국, 중국, 러시아, 영국과 함께 1960년대 이래 핵보유국으로 인정을 받아온 국가이다. 2018년 프랑스의 국방비는 63.8억 달러로, 프랑스 GDP의 2.3%에 달하며 세계에서 5번째로 국방비 지출이 많은 나라로 떠올랐다. 현재 프랑스는 362,485명의 병력을 보유하고 있으며, 전차 406대, 군용기 1,757대, 군함 289척을 보유하고 있다. 프랑스 공군은 미라주와 라팔 등의 항공기를 보유하고 있으며 다소 항공방위산업체는 뉴론(Neuron) UCAV(무인공격기)를 개발하였다. 프랑스는 그외에도 조기경보통제기, 정찰위성 등을 보유하고 있다. 전략 원자력 잠수함과 탄도미사일을 자체적으로 개발하는 등 무서운 핵전력을 가지고 있다. 또한 프랑스는 이미 샤를 드골 항공모함을 보유하고 있는 등 세계적인 핵강국이지만, 핵전력의 중요성을 인지하고 있는 탓에 여전히 핵전력은 강화시키고 있다. 징병제에서 모병제로 편제를 바꾸고 국방예산을 감축하는 등 이전 시절에 비해서는 프랑스의 전력은 많이 떨어졌지만 세계적인 수준의 군사력이다.

## 외교

프랑스어권 국가들을 대상으로 1970년 창립된 국제기구 프랑코포니 회원국을 나타낸 지도

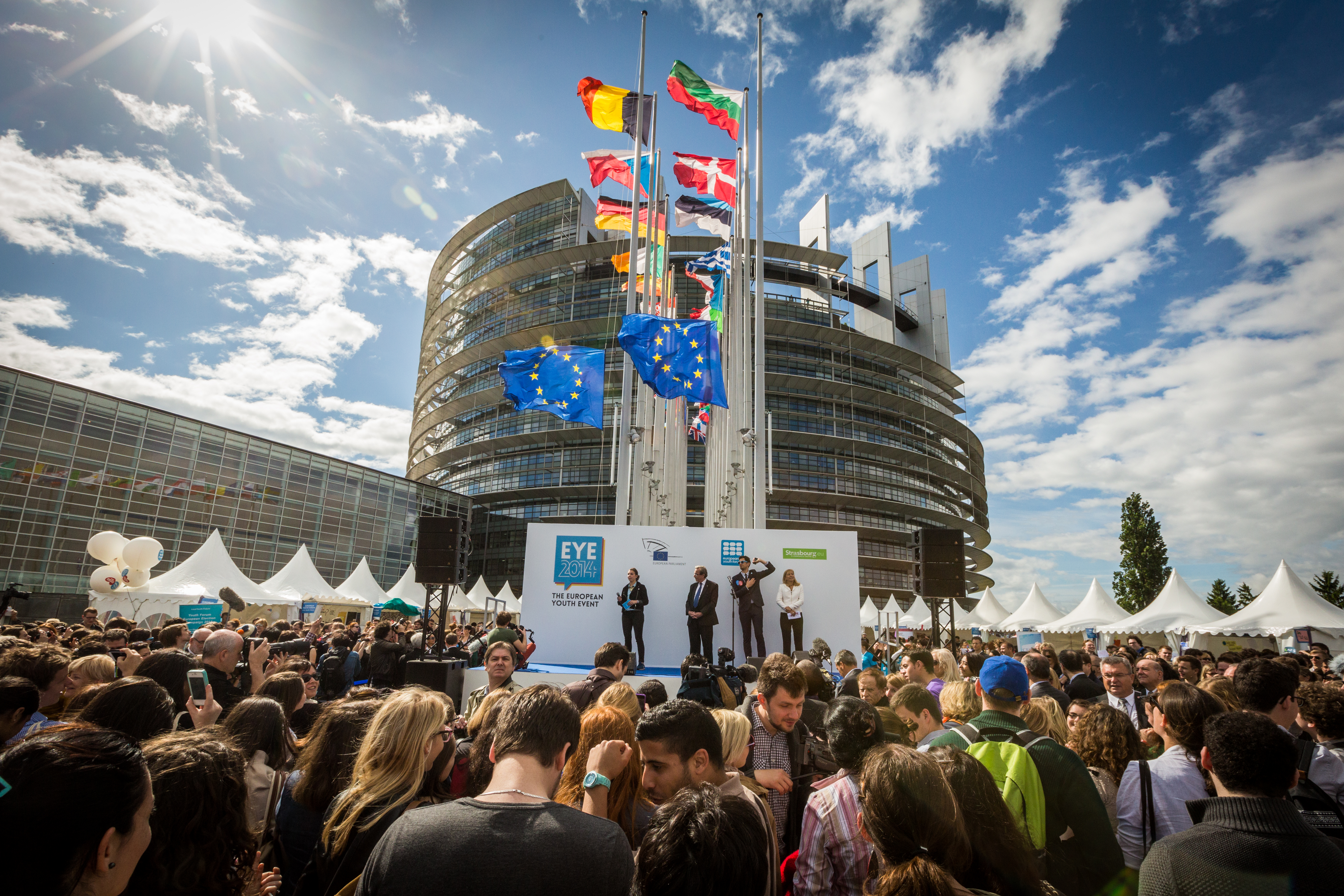
프랑스 동부 스트라스부르에 위치한 유럽 의회 본부. 프랑스는 유럽연합의 창립국이다.

프랑스는 UN의 창립국이며, 거부권을 행사할 수 있는 UN 안전보장이사회의 영구 이사국들 중 하나이기도 할 정도로 세계적으로 상당한 영향력을 가지고 있다. 현재 프랑스는 선진국들의 모임인 G7, 세계무역기구, 태평양 공동체(SPC), 인도양 협의회(COI)의 회원국이기도 하다. 또한 카리브 국가연합의 가맹국이기도 하며, 전세계 84개국에 달하는 프랑스어 사용 국가들의 모임인 프랑코포니의 종주국 역할을 하고 있기도 하다. 프랑스는 미국과 중국에 이어 전세계 3위로 많은 공관들을 두고 있으며, OECD, 유네스코, 인터폴, 국제도량형기구 등을 포함하여 수많은 국제기구들의 본부가 위치하고 있기도 하다.
전후 프랑스의 외교는 유럽연합과 유럽 국가들을 빼놓고 설명할 수 없을 정도로 유럽연합과 밀접한 관계를 가지고 있다. 1960년대 이래 프랑스는 독일과 관계를 개선하면서 얼마 지나지 않아 유럽을 이끄는 쌍두마차 격의 지위를 얻어내었으며, 60년대 내내 유럽 전역에서 영국의 영향력을 지우고 대신 그 자리를 채우는 방법을 통하여 유럽의 종주국 지위를 차지하려 들기 시작하였다. 다만 영국과 프랑스 간의 외교 관계가 완전히 틀어지거나 악화된 것은 아니었고, 게다가 80년대까지만 하더라도 소련과 제2세계 국가들 등 공동의 적이 남아있었던 터에 군사적, 경제적으로는 영국과 밀접한 관계를 유지하면서 협력하였다. 프랑스는 북대서양조약기구(NATO)의 일원이나, 드 골 대통령이 미국과 영국이 갈수록 밀착하는 모습을 비판하고, 이 때문에 미국에게 프랑스 군을 포함한 나토 군대의 합동 지휘권을 넘겨주기를 거부하면서 프랑스군은 독립적인 지휘계통을 따로 유지하게 되었다. 그러나 결국 2009년 4월 4일에는 니콜라 사르코지 대통령이 NATO의 합동지휘체계에 재가입할 것을 천명하면서 프랑스군의 지휘 체계 역시 다시 NATO의 지휘 하에 소속되었다.
1990년대 초에 프랑스는 프랑스령 폴리네시아에서 지하 핵실험을 시행한 것을 두고 국제적으로 상당한 비판을 받았다. 한편 프랑스는 미국의 2003년 이라크 침공에 대하여 반대하였으며, 이 때문에 이라크 침공을 지지하던 미국의 부시 행정부와 영국과 관계가 한시적으로 악화되기도 하였다. 프랑스는 프랑스의 식민지였다가 독립한 옛 아프리카 국가들과 여전히 밀접한 정치적, 경제적 영향력을 유지하고 있으며, 이 때문에 상아만과 차드 등지에 여전히 평화유지를 목적으로 군을 파병하고 있다. 최근에는 말리 북부 지역에서 이슬람 극단주의 반군들이 독립을 선언하고 말리 정부군과 전투를 벌이기 시작하자, 프랑스를 위시한 몇몇 아프리카 국가들이 말리 군대를 도와 파병하기도 했을 정도이다.
중세 이후 프랑스와 영국은 유럽대륙의 주도권 및 식민지 쟁탈을 놓고 서로 적대국인 경우가 많았으나 때로는 동맹을 맺기도 하였다. 그러나, 20세기에 들어오면서, 앙탕트 코르디알(entente cordiale) 정책을 펴면서, 러일 전쟁 이후 영국 및 러시아와 동맹(삼국 협상)을 맺게 된다. 제1차, 제2차 세계 대전 이후 국제관계에서는 보조를 함께 하기 시작했다. 근대 독일의 성립이후 보불전쟁, 1, 2차 세계 대전 등에서 독일과 대립하였으나, 전후에는 유럽통합의 주도권을 놓고 경쟁 및 협력하는 관계에 있다. 냉전시기에 샤를 드골은 국제패권구도가 미국-소련의 양강구도로 편성되면서 프랑스의 독자적인 목소리를 내려고 노력했으며, 이에 따라 서방국가이지만 소련과의 국교를 수립, 중화인민공화국의 UN대표권 승인(1964년 1월에 국교 수립).등 중립적인 외교를 표방하였다.
옛 식민지국가들과도 프랑코포니를 통하여 일정부분 영향력을 과시하고 있으나, 알제리 독립전쟁을 통해 많은 유혈사상자를 낸 알제리와의 관계는 역사문제를 비롯하여 많은 부분에서 현대 프랑스 역사의 어두운 부분으로 남아 있다. 지부티는 프랑스로부터 1977년에 독립하였는데, 프랑스와 지부티 간의 군사적, 경제적 조약들을 통해, 지부티에게 안보와 경제적 원조를 제공하고 있다. 중동문제에 있어서는 미국과 이스라엘의 팔레스타인 정책을 어느 정도 비판하고 있다. 아시아권 국가 중에서는 경제적으로 중국, 한국 및 일본과의 외교를 중시한다. 1799년, 나폴레옹은 이집트를 침략하였다. 그의 군사들은 룩소르와 카르낙에서 고대 이집트의 사원을 발견하였다. 또한 무엇보다도 로제타석을 발견하였는데 이것은 이집트의 문자를 해독하게 된 중요한 단서였다. 미국은 프랑스의 전통적인 우방국이나, 부시 행정부의 대외정책을 프랑스가 비판하면서 외교관계는 잠시 소원해졌다가 부시가 물러난 후에 오바마 대통령 임기 기간 동안 프랑스와 미국의 관계는 회복되었다. 아르헨티나의 경우 프랑스와 시종일관 우방국으로서 나폴레옹이 집권할 때 스페인의 식민지로 프랑스의 영향권이었다. 나폴레옹이 황제로 등극한 것에 반발을 일으켜 유럽 내에 전쟁이 일어난 틈을 타서 아르헨티나가 스페인으로부터 독립했다. 그 이후에도 프랑스와 아르헨티나는 시종일관 우방국으로서 첫 월드컵에도 프랑스가 참가한 것부터 포클랜드 전쟁에서도 프랑스는 아주 노골적으로 아르헨티나의 편을 들기까지 했으며 이에 프랑스는 아르헨티나에 엑조세를 공짜로 주기까지 했다.
2015년 파리기후협정을 맺었다.

#### 대한민국 관계
조선 후기에 프랑스인 선교사들이 포함된 천주교신자들을 조선왕실에서 탄압(병인박해)하면서 외교문제가 되었고 이를 빌미로 프랑스군대와 한국군이 격돌하는 사건 - 병인양요 - 이 일어났다. 이때 강탈당한 외규장각 도서 등 문화재의 반환문제는 현재도 미해결상태로 남아 있다. 그러나 외규장각 도서의 경우 2010년 G20 정상회의 만찬에서 이명박 대통령과 사르코지 대통령은 반환문제를 합의를 했고, 2011년 4월과 5월 4차에 걸쳐서 5년마다 갱신되는 대여방식으로 대한민국에 반환되었다.
조선 후기에 국교를 수립했으나 1905년 을사늑약에 의해 양국과의 관계가 단절되었다. 하지만 대한민국임시정부의 존재는 인정하는 분위기여서 프랑스 조계 지역의 경찰들은 김구 주석을 보호하는 역할을 하기도 하였다. 하지만 이는 어디까지나 정치적인 이유에서일 뿐, 조선의 독립운동을 지지한 것은 아니었다.
한국 전쟁 때는 유엔군의 일원으로 대한민국에 파병했다. 파리는 한국의 군정기에는 정치적 망명자들이 자주 찾는 곳이기도 하였다. 현재 한국과 프랑스는 긴밀한 협력 관계를 맺고 있다. 현재 축구 선수 권창훈 등이 프랑스 축구 클럽에서 뛰고 있다. 한국에서는 고등학교 교과목에 프랑스어가 개설되어 있고, 프랑스에서는 한국어를 교과목으로 개설하고 있다. 프랑스 정부는 조선민주주의인민공화국을 국가로 인정하지 않고 있다.
북대서양 조약기구 2006년 11월 28일 NATO 정상회담이 북유럽 라트비아 수도 리가에서 열렸다. 29일 미국의 조지 W. 부시 대통령은 대한민국, 일본, 오스트레일리아를 나토에 편입하자고 제안하였으나, 프랑스의 반대로 무산되었다 파비앙 코르비노와 로빈 데이아나는 한국에서 활약하고 있으며, 많은 프랑스인들이 서래마을에 살고 있다.
2015년 9월 18일에는 한국-프랑스 수교 130주년을 맞아 에펠탑에서 레이저 쇼를 했다.
이예다는 군대 그 자체를 이유로 프랑스에 난민 신청을 했다.

#### 대 캄보디아 관계
19세기 중순부터 프랑스에 의한 인도차이나 반도의 식민지화가 시작되었다. 노로돔 국왕은 프랑스와 교섭해 1863년부터 캄보디아는 프랑스의 보호국 즉, 프랑스의 식민지가 되었다. 1887년에는 캄보디아가 프랑스령 인도차이나에 편입되었다. 이후 계속해서 식민지로 남아있다가 1940년에는 일본군이 인도차이나에 침공하였고, 이 기회를 틈타 노로돔 시아누크 국왕은 1945년 3월 12일에 캄보디아의 독립을 선언하였다. 그러나 일본이 연합국에 항복하면서 1946년에는 다시 프랑스의 보호 하로 돌아와 독립은 소멸하게 된다. 시아누크 국왕은 끈질기게 독립 운동을 계속해 1947년에는 헌법을 공포하였고, 1949년에 프랑스 연합 내에서의 독립을 선언하였다. 1953년에는 경찰권, 군사권을 회복해 완전 독립을 이룰 수 있었다. 1954년 프랑스 공동체 내의 자치국으로 독립했지만, 베트남 전쟁 등의 영향으로 인해 크메르 루즈가 득세하는 등 계속해서 정권이 불안정했다.

## 경제

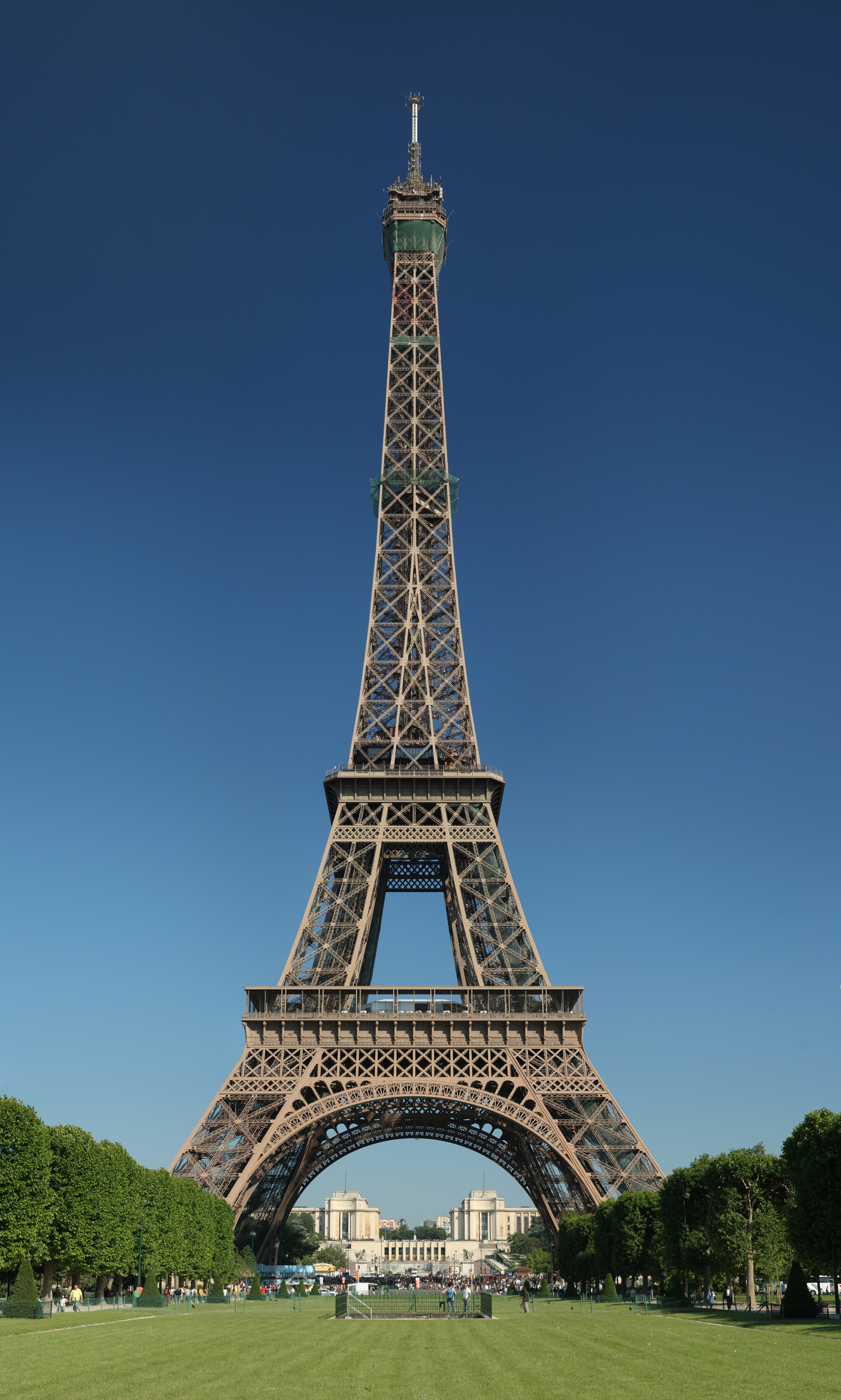
에펠탑

프랑스는 세계에서 가장 산업화된 나라들의 모임인 G7에도 가입하여 있을 정도로 경제가 발달하였다. 2018년에는 PPP로 환산하였을 때 세계에서 10번째로 거대한 경제 규모를 가지고 있었으며, 유럽 연합 내부에서는 독일의 뒤를 이어 2위를 차지하였다. 1999년에는 다른 11개국과 함께 유로화를 창설하였으며, 결국 2002년에는 프랑스 프랑을 공식적으로 폐지하고 완전히 유로화 체제로 진입하였다.
프랑스는 기본적으로 혼합 경제 체제로, 개인 자본이 주를 이루며 국가의 자본이 보조적인 역할을 하고 있다. 정부는 상대적으로 인프라 쪽에 많은 지분을 기고 직간접적으로 관여하는 경우가 많은데, 특히 국가 핵심 산업인 핵산업, 전기 산업, 철도 사업, 항공기 사업, 정보 통신 사업에 힘을 쏟고 있다. 다만 1990년대 이래부터는 이 쪽에 대한 통제를 점차 늦추고 있으며, 프랑스 텔레콤이나 에어 프랑스와 같은 대기업들과 보험 산업, 군수 사업들의 국유 지분들을 점차 개인들에 매각하면서 민영화의 길을 걷게 하고 있다. 프랑스는 에어버스와 같이 유럽의 항공 산업을 선도하는 국가들 중 하나이며, 기아나 우주센터를 갖추고 있는 등 독자적인 항공우주 기술도 매우 상당하다.
2009년 세계무역기구는 프랑스를 세계에서 6번째로 거대한 수출국으로 조사하였으며, 제조품의 4대 수입국이라는 조사 결과를 발표하였다. 2016년에는 월드 팩트북에서 프랑스를 세계에서 7번째로 규모가 큰 수출국으로 명시하기도 하였다. 2008년 프랑스는 OECD 국가들 가운데에서 세계에서 3번째로 많은 양의 외국인 직접 투자를 받은 나라이기도 하였다. 이는 룩셈부르크와 미국 다음으로 높은 규모로, 영국과 일본, 독일 보다도 높은 수치였다. 같은 해에 프랑스 회사는 2,200억 달러를 국외에 투자하였으며 이로 인하여 프랑스는 OECD에서 2번째로 국외에 투자를 많이 한 나라로 떠올랐다. 프랑스는 금융업과 은행업, 보험업도 매우 발달하였다. 파리 증권 거래소는 1724년에 루이 15세 의하여 처음 문을 열었으며, 2000년에는 암스테르담, 브뤼셀 등의 주식거래소들과 합동하여 유로넥스트를 설립하였다. 2007년에는 세계 최대 증권 거래소들 중 하나인 뉴욕 증권 거래소와 힘을 합쳐 NYSE 유로넥스트를 설립하였다. NYSE 유로넥스트의 프랑스 지부는 유럽에서 런던 증권 거래소의 뒤를 이어 2번째로 거대한 규모의 증권 거래소이기도 하다. 프랑스는 유로존의 회원이며, 유럽 단일 시장의 일원으로 막대한 시장을 공략하고 있기도 하다. 프랑스는 유럽의 여러 나라들과 긴밀한 경제 협약들을 맺었으며, 2002년에는 유로화를 가장 주도적으로 도입하기도 하였다. 앞서 말했듯이 프랑스의 기업들은 보험업과 은행업에서 압도적인 위치를 점하고 있는데, 세계적인 유수의 기업 AXA와 은행 BNP 파리바, 크레디트 아그리콜 등이 가장 대표적인 기업들이다. 특히 BNP 파리바는 세계 1위의 은행이고, 크래디트 아그리콜이 6위로 그 뒤를 이었다. 2009년에는 소시에테 제네랄 은행이 세계에서 8번째로 거대한 은행으로 떠올랐다.
임금은 서 유로 주요 국가 중 가장 낮은 수준이지만, 지난 10년간 상승세가 가장 높았다. 대졸자 초봉은 2010년 기준 약 29,000유로(한화 약 3,872만원)에 달했다.

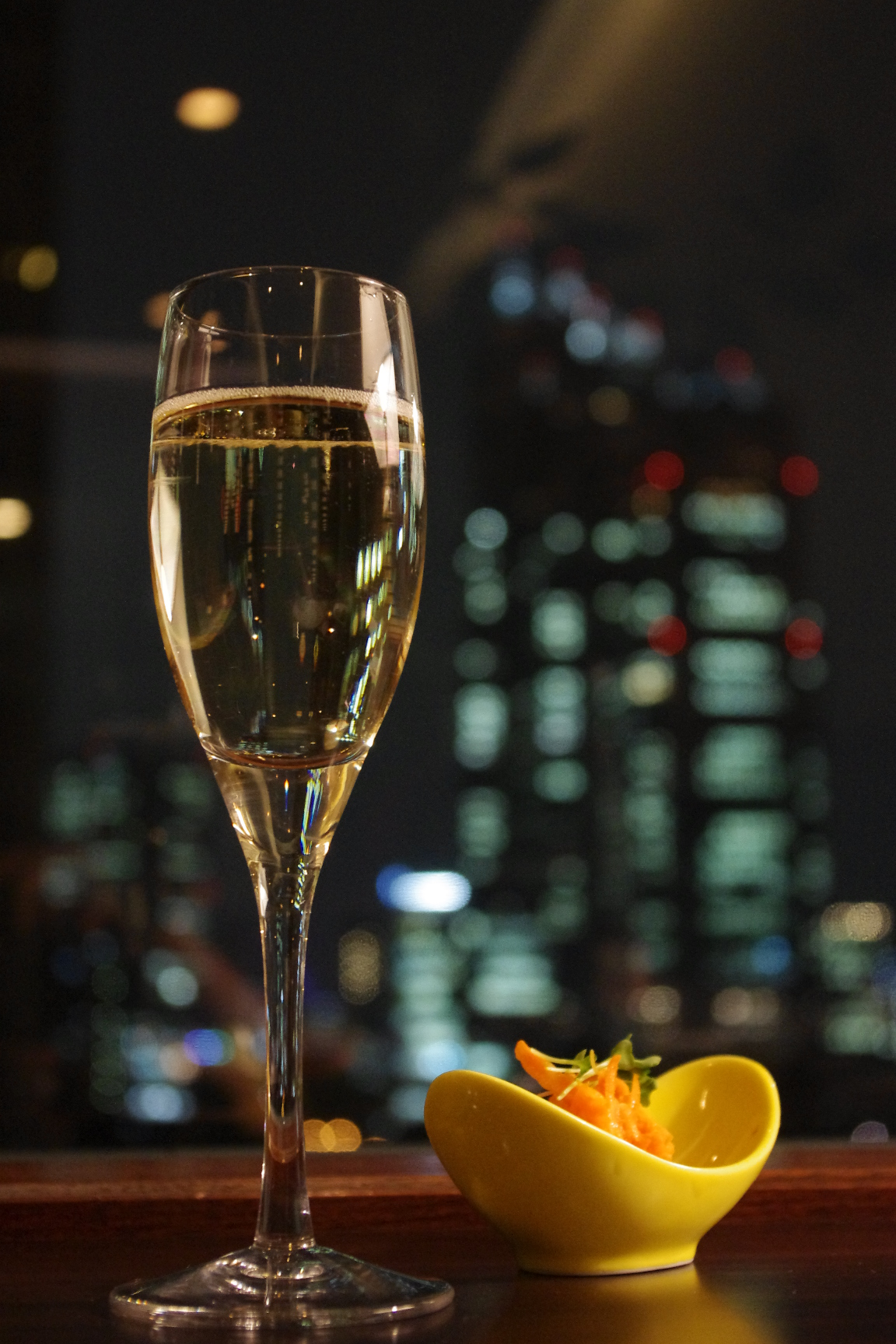
샴페인

### 농업
프랑스는 광대한 영토와 다양한 기후대를 바탕으로 역사적으로도 유명한 곡창과 농업의 중심지였다. 게다가 프랑스는 앞장서서 현대적 농업 기술들을 도입하였고, 유럽 연합의 덕택으로 유럽 시장에 막대한 양의 농산품들을 판매할 수 있게 되며 그 규모도 훨씬 더 커졌다. 현재 유럽 연합의 농업 생산량의 20%가 프랑스에서 생산되기도 한다. 프랑스는 주로 밀, 닭, 돼지, 소, 우유 등을 생산하며 세계적인 품질을 인정받으며 막대한 양을 팔아치우고 있다. 특히 전통적인 주류인 샴페인과 보르도 와인은 프랑스의 대표 생산품들 중 하나이다. 프랑스는 사탕수수를 이용하여 만든 럼주들을 정제하여 팔기도 한다. 농업은 프랑스 경제에서도 막대한 비율을 차지하고 있으며, 3.8%의 인구가 농업에 종사하고 2005년의 경우에는 프랑스 전체 GDP의 4.2%가 농업과 식량업의 비중을 차지했다. 지역마다 특산품으로 포도주, 레몬, 올리브, 와인 등을 생산한다.
지중해안이나 피레네와 알프스 등의 자연 볼거리 그리고 파리 등 역사적 건조물이 풍부한 아름다운 도시를 갖고 있어 관광산업도 주요 산업의 하나이다. 2012년에는 8,300만 명의 관광객들이 프랑스를 찾았으며 세계에서 가장 많은 사람들이 찾는 관광지로 급부상하였다. 특히 이 8,300만 명의 수치는 24시간 이내로 짧게 머무는 사람들을 제한 수치로, 스페인이나 독일, 이탈리아 등으로 가기 위하여 잠시 환승하는 사람들은 제외한 수치이다. 또한 관광 수입으로 벌어들이는 돈의 액수는 전세계 3위이다. 가전 제품, 컴퓨터, 가구 등의 제작기술이 뛰어나며, 공업으로는 자동차, 기계, 의류, 화장품, 전자제품 등이 있다. 프랑스는 그 이미지를 효과적으로 활용하여 미용 산업들도 매우 키웠으며, 프랑스에는 랑콤, 루이비통, 샤넬 등의 세계적인 화장품 회사가 있다.
G7 및 경제협력개발기구(OECD)의 회원국이며, 관광지로 퐁피두 센터, 에펠탑, 리옹 시 등이 유명하다.

### 통화
프랑(프랑스어: franc)은 1360년부터 1641년까지 그리고 1795년부터 1999년까지(화폐는 2002년까지 통용됨) 통용된 프랑스의 통화로 1 프랑은 100 상팀(centime)에 해당된다. 안도라에서는 스페인 페세타와 함께 사실상의 통화로 간주되었다. 프랑스 프랑의 효시는 1360년에 도입된 리브르 투르누아(livre tournois)로 1641년까지 통용되었다. 프랑스는 1795년에 프랑을 도입했으며 1960년에는 구 100 프랑 = 신 1 프랑의 화폐 개혁을 시행했다.
프랑스는 1999년 1월 1일에 유로를 도입했으며 2002년 1월에 유로를 법정 통화로 지정했다. 프랑스 프랑은 2002년 2월 17일까지 유로와 함께 통용되었으며 5, 10, 20 상팀, 1/2, 1, 2, 5, 10, 20 프랑 동전과 20, 50, 100, 200, 500 프랑 지폐가 통용되었다. 유로와의 교환 비율은 1 유로 = 6.55957 프랑이다.

## 사회

### 민족

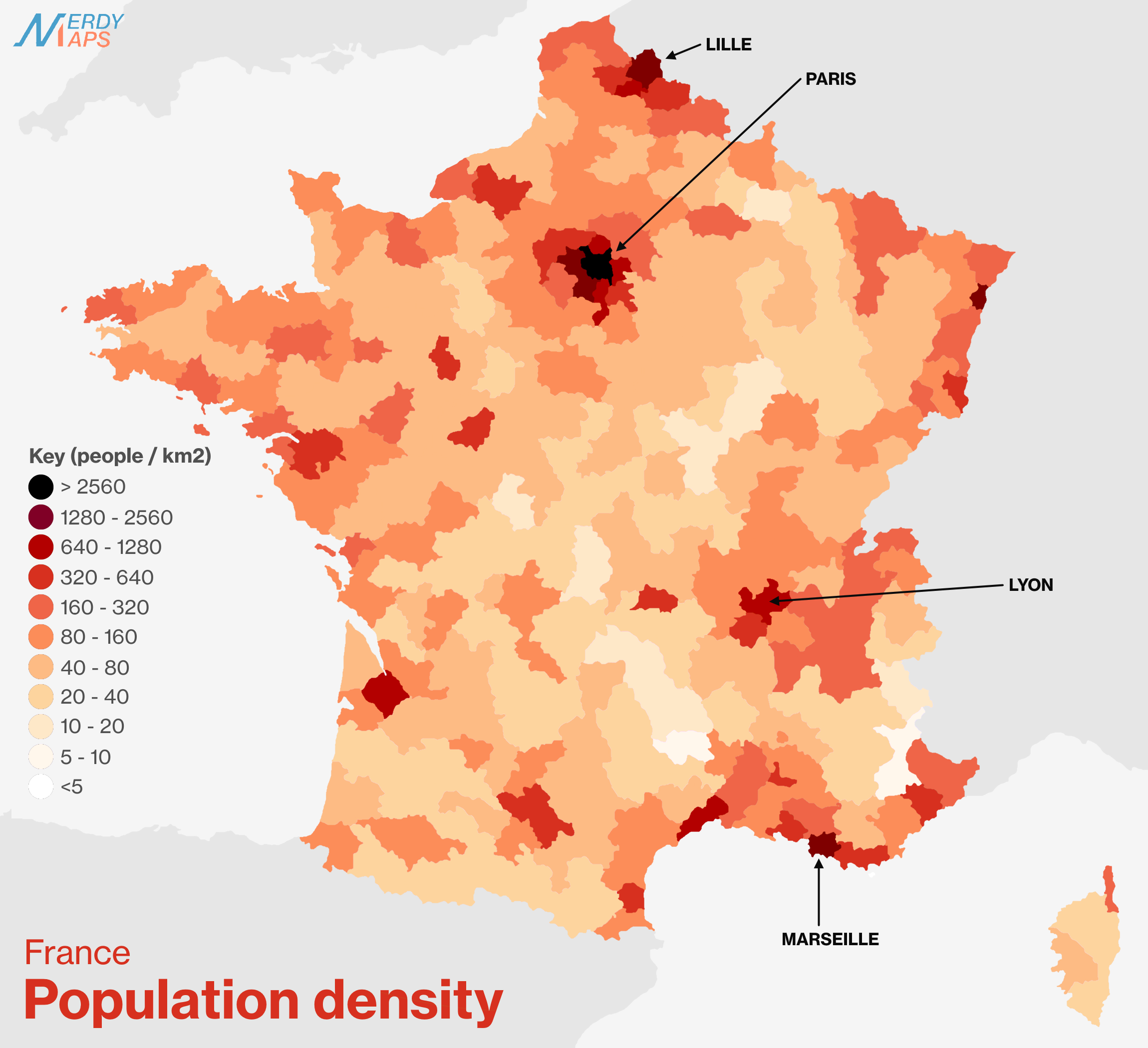
아롱디스망 단위로 나타낸 프랑스의 인구밀도 현황 지도

현재 프랑스인 대부분은 켈트족과 골족들로부터 유래하였으며, 그 외에도 로마 제국 시대에 유입된 라틴 계열과 프랑크 왕조 시대에 유입된 게르만 계열이 조금씩 섞여 있다. 중세 시기 동안에는 수많은 국가들과 먹고 먹히는 과정을 반복하고, 전쟁을 통하여 인구 유입과 유출이 굉장히 활발하게 일어나면서 점차 민족 구성이 타 유럽 국가들과 섞였던 것이다. 이 때문에 서쪽으로는 브르타뉴인들이, 남서쪽으로는 아키텐인들이, 북서쪽으로는 스칸디나비아인들이, 북동쪽으로는 알레만인들이, 남동쪽으로는 리구리아인들이 조금씩 유입되어 현재에 이르고 있다.
1850년대부터 프랑스 혁명이 발발하면서 대규모의 이민이 일어났는데, 이후 평등을 추구하는 프랑스 헌법이 제정되면서, 정부 차원에서 국민들을 민족이나 종족에 따라 인구조사를 실시하는 것을 법적인 차원에서 금지하게 되었다. 이 때문에 현재 프랑스의 민족 구성은 대부분 개인 기업에서 행하는 것이다. 2004년 기준으로 프랑스 도시권에서는 약 85%가 백인종이었으며, 10%는 북아프리카인, 3.3%가 흑인, 그리고 1.7%가 황인종이었다고 전한다. 2008년 기준으로 가장 많은 이민자 집단은 500만 명에 달하는 이탈리아인들이며, 그 뒤를 400만 명 정도의 북아프리카인, 250만 명의 사하라 남부 아프리카인들, 50만 명의 아르메니아인들, 20만 명의 터키인들이 뒤따르고 있다고 한다. 또한 스페인, 포르투갈, 폴란드, 그리스 등 타 유럽 국가 출신 이민자들도 있다고 전한다.
고대에 갈리아라고 불리던 이 지역에 살던 켈트족 계열의 골족과 그 후에 로마의 지배를 거치면서 라틴족, 주변의 민족인 게르만족(프랑크족, 부르군트족, 프리슬란트족, 앵글족, 색슨족, 주트족)·노르만족(데인족, 노르게족)·켈트족(브리튼족, 픽트족, 게일족)과 융화하여 오늘날의 프랑스인 정체성을 형성하였다. 프랑스인들은 실증적·합리적이다. 피레네산맥의 바스크 지방에는 체격·용모 등이 프랑스인과는 다른 바스크인이 살고 있다. 프랑스 국경 근처에는 독일인, 룩셈부르크인, 왈로니족, 플란데런족 등이 거주한다. 현대에는 EU권 내의 각 국가로부터 이주 노동자들을 받아들이고 있으며, 알제리, 모로코, 튀니지 등의 북아프리카와 세네갈, 기니 등의 서아프리카 및 베트남, 캄보디아, 라오스 등의 옛 식민지 국가의 사람도 다수 거주하며, 특히 폴란드, 우크라이나, 체코, 벨라루스, 러시아, 슬로바키아 같은 동유럽에서 온 슬라브계 민족들이 굉장히 많이 있다.

### 인구

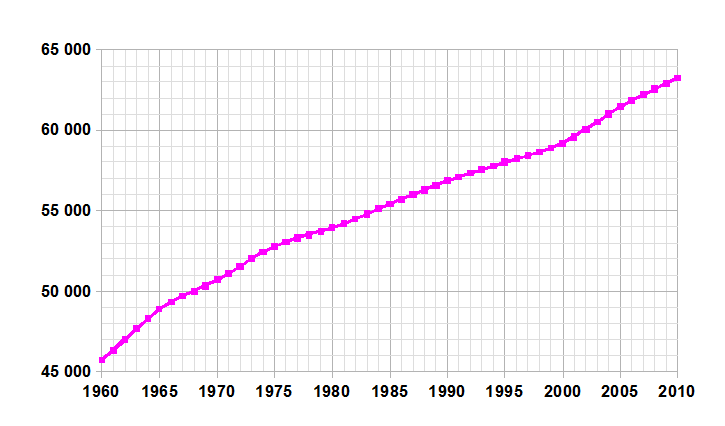
프랑스의 인구 변화

프랑스는 2021년 5월 기준으로 인구가 약 6,741만 3000여 명에 달하며, 세계에서 22번째로 인구가 많은 국가이기도 하다. 유럽 기준으로는 러시아와 독일, 영국의 뒤를 이은 4위의 인구 대국으로, 유럽 연합 내부에서만 따졌을 때에는 독일에 이은 2위의 인구 대국이기도 하다.
프랑스는 선진국들의 예외라고 불릴 정도로 출산율과 결혼율이 타 선진국들에 비하여 상대적으로 높은 편에 속한다. 프랑스의 출생률은 2006년 이래 유럽 연합의 인구 증가를 홀로 떠받칠 정도로 굉장히 높은 축에 속하였으며, 2006년과 2016년 사이에는 EU 전체에서 2번째로 많은 인구수 증가를 보이기도 하며, 이민이나 월경 등 외부 요소가 아닌 출산에 의한 인구 자연증가로 인하여 인구가 증가한 유럽 연합 4개국들 중 하나이기도 했다. 이는 1973년의 베이비붐 이래 가장 높은 수치였으며, 1994년에 합계출산율이 1.7명이었던 것에 비하여 2010년에는 2.0명까지 증가하면서 굉장히 높은 수치를 보이고 있다.
다만 2021년 1월에는 출산율이 1.84명 정도로 하락하였으며, 이 때문에 인구를 유지하기 위한 최저 출산율인 2.1명에는 못 미치는 수준으로 하락하였다. 그럼에도 불구하고 아직도 프랑스는 출산율 부문에서 EU 전체에서 압도적으로 높은 위치를 차지하고 있다. 다만 아무래도 보건복지의 발전과 수명 증가로 인한 고령화 현상 자체는 프랑스도 피해갈 수 없었고, 이 때문에 평균 연령은 약 41.7세 정도이며 프랑스 인구의 5분의 1 정도가 65세 이상일 정도이다. 한편 평균 수명은 82.7세로, 세계에서 12번째로 높은 수준이다. 2006년부터 2011년까지 인구 증가는 매년 약 0.6% 정도였으며, 2011년 이래로는 조금 줄어들어 0.4%과 0.5% 사이를 왔다갔다하고 있다. 그 외에도 이민자들이 동부와 남부에서 밀려오면서 인구가 증가하고 있는데, 2010년의 경우에는 프랑스 도시권에서 출생한 신생아들 가운데에 27%의 부모들 중 최소한 한 명이 해외 출신이라고 한다.

### 언어
고대 갈리아 프랑스인이 사용하던 골어는 라틴어로 대체되어 역사 속으로 사라졌고, 라틴어에서 발전한 프랑스어가 국가언어가 되었다. 영국에 이은 식민제국건설로 인하여 프랑스는 이에 따라 국제 프랑스어 사용국 기구(프랑코포니)가 형성되었다. 프랑스인의 프랑스어에 관한 애정은 각별한 것으로 알려져 있다.
켈트어 계통의 브레통어, 로망스어 계열의 오크어, 게르만어 계열의 알자스어 등의 각 지역어가 있으나, 프랑스의 강력한 1언어정책으로 인하여 소수어에 대한 공적 지위는 인정되지 않고 있다.
프랑스어를 모어로 사용하는 전 세계 인구는 약 2억 9,000만명으로 추산된다(아프리카 24개국, 캐나다 퀘벡 지역, 유럽 일부지역 포함).
한국에는 개화기 시절 한국이 서구 국가들과도 교류를 시작하면서 소개되기 시작했다. 1880년 펠릭스 클레르 리델 주교에 의해 최초의 한불사전인 한법자전에 편찬되었고, 1901년 샤를 알레베크에 의해 불한사전인 법한자전이 편찬되었다. 대한제국 시절에는 서울 정동에 설립된 관립 외국어학교에서 프랑스어를 가르쳤다.

### 교육
2.5~3세 때 에콜 마테르넬에 다니는 것으로 프랑스인의 교육이 시작된다. 의무 교육은 에콜 프리메르(초등학교)에서부터 시작해 콜레주(중학교)까지 이어지고 대학 진학파는 리세(고등학교)에 다니고 대학에 들어간다. 프랑스의 노동법은 만 16세 미만의 노동을 금지하고 있다.
리세에서 1학년은 스공드, 2학년은 프러미에, 3학년은 테르미날이라고 부르고 모든 학교에는 유급이 있다. 대입 시험(바깔로레아)의 경우, 고등학교 2학년 때, 프랑스어, 영어 시험을 보며, 20점 만점에 10점 이상이 되어야 3학년으로 진학이 가능하며, 3학년 때 각각 전공에 따른 시험을 본다. 대학은 모두 5월만 되면 학년말 시험을 치른다. 여기서 두 번 떨어지면 해당자의 전공은 그 어느 대학에서도 선택할 수 없게 된다.

### 종교
| 종교 구성 (프랑스) | 종교 구성 (프랑스) | 종교 구성 (프랑스) | 종교 구성 (프랑스) | 종교 구성 (프랑스) |
| ------------------ | ------------------ | ------------------ | ------------------ | ------------------ |
|                    |                    |                    |                    |                    |
| 로마 가톨릭        | 로마 가톨릭        |                    | 41%                | 41%                |
| 무종교             | 무종교             |                    | 40%                | 40%                |
| 이슬람교           | 이슬람교           |                    | 5%                 | 5%                 |
| 개신교             | 개신교             |                    | 6%                 | 6%                 |
| 유대교             | 유대교             |                    | 1%                 | 1%                 |
| 불교               | 불교               |                    | 1%                 | 1%                 |
| 기타               | 기타               |                    | 5%                 | 5%                 |

프랑스는 역사적으로 기독교, 특히 로마 가톨릭교회가 매우 뿌리깊은 나라이며, 16세기 종교 개혁 이후 위그노를 필두로 한 개신교 종파도 생겨났다. 현재는 이민자들의 영향으로 무슬림들의 비율도 높은 편이다. 전통적으로 유대인들은 유대교 신앙을 지킨다. 다만 프랑스 정부의 공식 종교 정책은 라이시테 원칙으로 불리는 종교-정치 분리 원칙이다.

## 문화

외젠 들라크루아의 《민중을 이끄는 자유의 여신》 (1830). 7월 혁명을 묘사한 것으로 낭만주의의 대표작이다. 프랑스의 국가 표어 '자유 평등 우애'의 하나인 자유를 담았다.

프랑스는 지난 수백년 동안 서양 문화 발전의 중심지 역할을 해온 동시에, 문화적 초강대국으로 군림해 왔다. 시대를 가리지 않고 수많은 예술가들이 그 이름을 떨쳤기에, 오늘날 프랑스는 풍부한 문화와 유산을 지닌 국가로 여전히 세계에서 인정받고 있다.
프랑스는 전국을 통틀어 무수히 자리잡은 문화유산과 유적지 덕에 해마다 세계에서 가장 많은 관광객을 끌어들이고 있다. 프랑스의 박물관수는 1,200여개를 넘으며 매년 5000만 명의 관람객이 찾는 것으로 집계된다. 프랑스 정부는 중요 문화유산을 직접 관리하는데, 이를테면 국가 사적지 85곳을 관할할 의무를 지닌 국가유적센터를 설립해두고 있다.  여기에 등록 문화재로 총 43,180건을 지정해두고 있으며 그 유형은 주거용 건축물 (고성), 종교용 건축물 (성당, 바실리카, 교회), 조각상과 기념비,  정원 등이다. 유네스코의 세계 문화 유산에 등재된 프랑스의 문화유산은 총 45곳으로 집계된다.
또 하나의 재밌는 사실은 프랑스 사람들이 개인주의가 보통 강한 게 아니라는 것이다. 프랑스인들이 자주 쓰는 말 중 하나인 "Je m'en fou (주멍푸)"는 "나는 그 일과 상관없다"라는 뜻이다. 극단적인 예시를 들어보자면 '나'의 뒤에서 걷고 있는 사람이 갑자기 쓰러지거나 나보다 아랫층에 사는 사람의 집에 홍수가 나도 아랑곳하지 않는다. 한국 사람들과는 거리가 아주 멀다.

### 미술

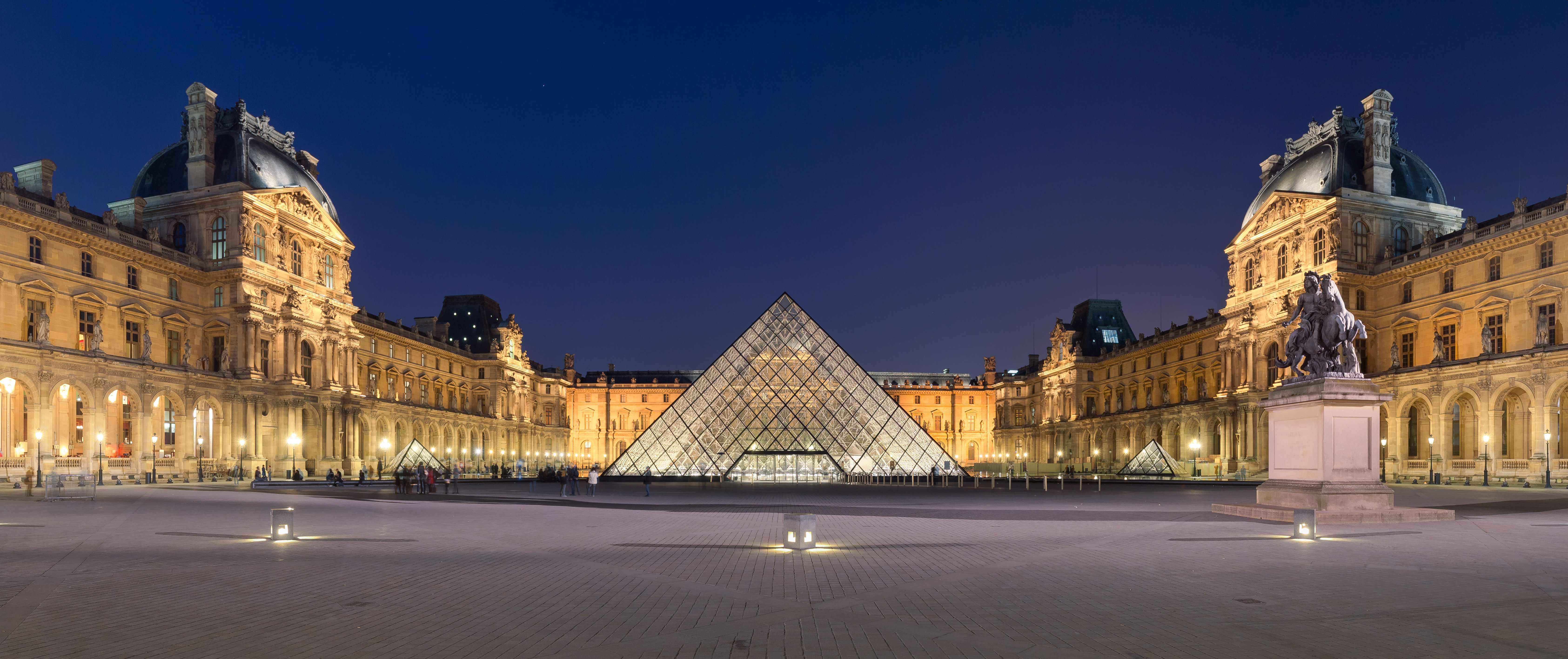
루브르 박물관은 세계적인 미술관으로 꼽히며, 최대 규모, 최다 관광객 규모를 기록하고 있다.

프랑스 미술의 기원은 르네상스 시기 이탈리아 미술과 플랑드르 미술이 전된 것에서부터 출발한다. 중세 프랑스 회화를 대표하는 화가  장 푸케는 이탈리아로 처음 여행을 가서 초기 르네상스를 접한 최초의 화가로 알려져 있다. 르네상스기 퐁텐블로파 회화는 프리마티초, 로소 피오렌티노 등 프랑스로 건너온 이탈리아 화가들의 작품에서 직접적인 영감을 받았다. 바로크 시대 프랑스의 유명 화가였던 니콜라 푸생과 클로드 로랭도 이탈리아에 머물렀다. 17세기부터는 프랑스 회화가 주류로 부상하면서 고전주의를 통해 차별화되기 시작하였다. 1648년 장바티스트 콜베르는 프랑스 예술을 보존하기 위해 루이 15세의 명으로 왕립 회화 조각 아카데미를 창립하였으며, 1666년에는 이탈리아 예술계와의 직접적인 교류를 위해 로마 프랑스 아카데미도 설립하였는데 이는 지금까지 이어지고 있다.
18세기 프랑스 예술가들은 옛 바로크 양식을 좀 더 수정 계승한 로코코 양식을 발달시켰다. 이 시기 궁정에서 활동하던 앙투안 와토, 프랑수아 부셰, 장오노레 프라고나르가 프랑스의 대표 화가로 거듭났다. 프랑스 혁명을 거치면서 예술계에도 큰 변화가 일어났는데 나폴레옹은 신고전주의 양식을 선호하여 자크루이 다비드 같은 예술가를 후원하는가 하면, 예술계에 큰 영향력을 구가하던 미술 아카데미는 아카데미즘이라는 주류 양식을 정의하게 되었다. 이 시기 프랑스는 예술 창작의 중심지로 거듭났으며, 19세기 전반의 프랑스 미술을 지배하는 두가지 사조로 테오도르 제리코와 외젠 들라크루아로 대표되는 낭만주의, 그 다음으로 카미유 코로, 귀스타브 쿠르베, 장프랑수아 밀레로 대표되는 사실주의가 부상하였고, 궁극적으로 이는 자연주의로 진화하게 된다.

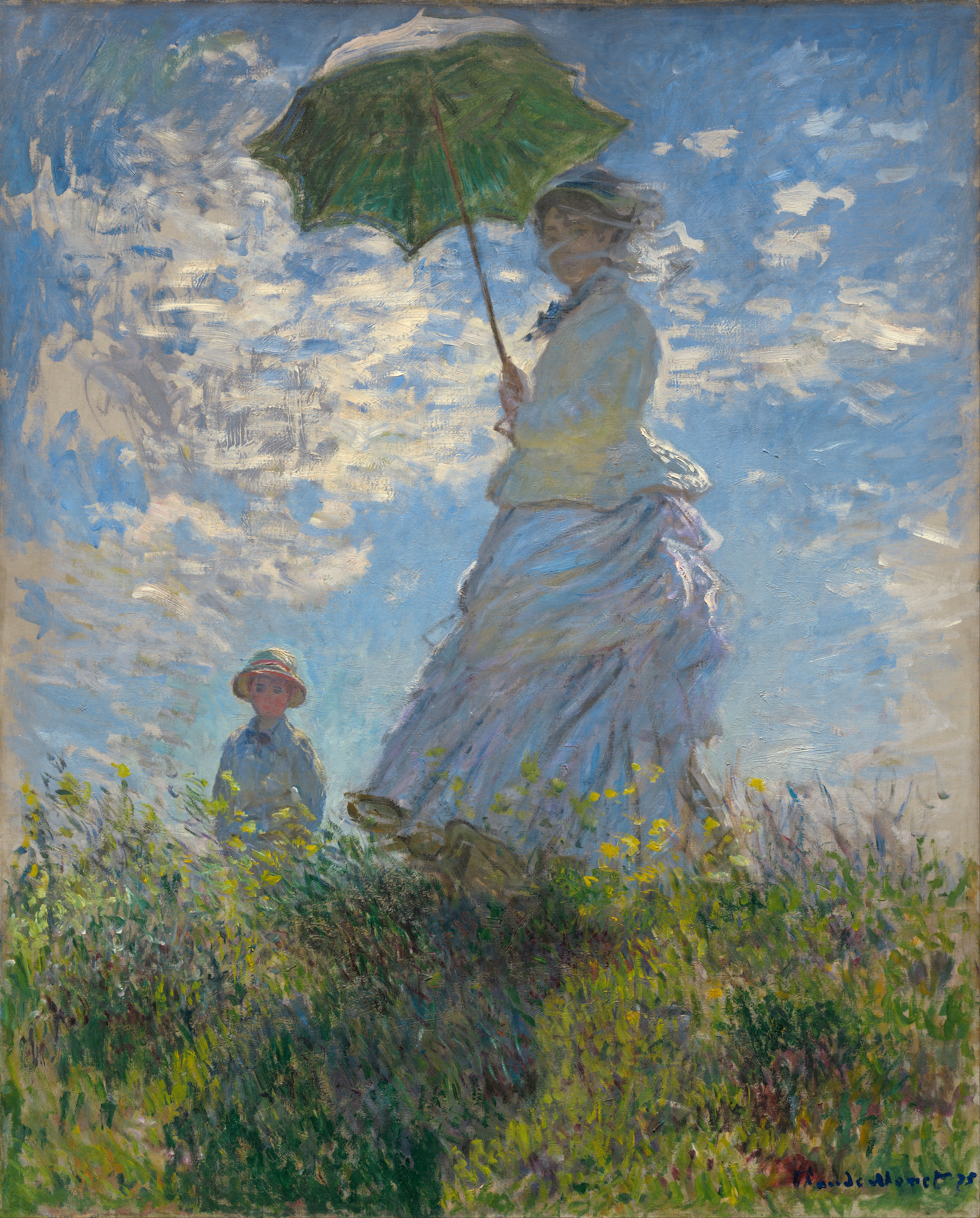
클로드 모네, 《파라솔을 든 여인》 (1875년). 캔버스에 유채.

19세기 후반부터는 프랑스 회화의 영향력이 한층 더 두터워지는 전성기를 맞이하였다. 인상주의와 상징주의라는 새로운 양식의 회화가 발달한 것이다. 이 시기 대표적인 인상파 화가로는 카미유 피사로, 에두아르 마네, 에드가 드가, 클로드 모네, 오귀스트 르누아르가 꼽힌다. 이들의 뒤를 이은 폴 세잔, 폴 고갱, 툴루즈로트렉, 조르주 쇠라 등의 2세대 인상파 화가들은 아방가르드 미술에도 한몫하였으며 앙리 마티스, 앙드레 드랭, 모리스 드 블라맹과 같은 야수파 화가들도 마찬가지였다. 20세기로 넘어가면서 파리에 거주하던 조르주 브라크와 파블로 피카소가 입체주의를 개척하였다. 또한 빈센트 반 고흐, 아메데오 모딜리아니, 마르크 샤갈, 바실리 칸딘스키 같은 당대 화가들도 파리를 중심으로 활동하였다.
프랑스의 각 박물관들도 이 시기부터 회화와 조각품의 수집에 나서게 되었는데, 프랑스 정부가 소유한 루브르 박물관에서는 모나리자 등의 18세기 이전 옛 명작들을 구입 및 인수받아 오늘날의 초대형 컬렉션을 완성하게 되었다. 또 국가 소유 미술품 가운데 인상파와 야수파 회화를 중심으로 19세기 후반 미술을 정리하기 위한 대책으로 오르세 미술관이 1986년에 설립되었다.
모더니즘 이후 현대미술은 프랑스 국립 근대미술관이 관할하고 있으며 1976년 조르주 퐁피두 센터로 이전하였다. 이들 세 국립미술관은 한 해 1700만 명의 관람객이 찾는 명실상부 프랑스의 대표 미술관으로 자리잡고 있다. 이밖에 파리에 함께 위치한 대표적인 국립미술관으로 그랑팔레와, 시립미술관인 파리 현대미술관이 있다. 파리 외에도 유럽과 프랑스 회화를 아우르는 미술관이 각 도시마다 설립되어 있으며 리옹 미술관, 릴 미술궁전, 루앙 미술관, 디종 미술관, 렌 미술관, 그르노블 미술관이 대표적이다.

### 건축

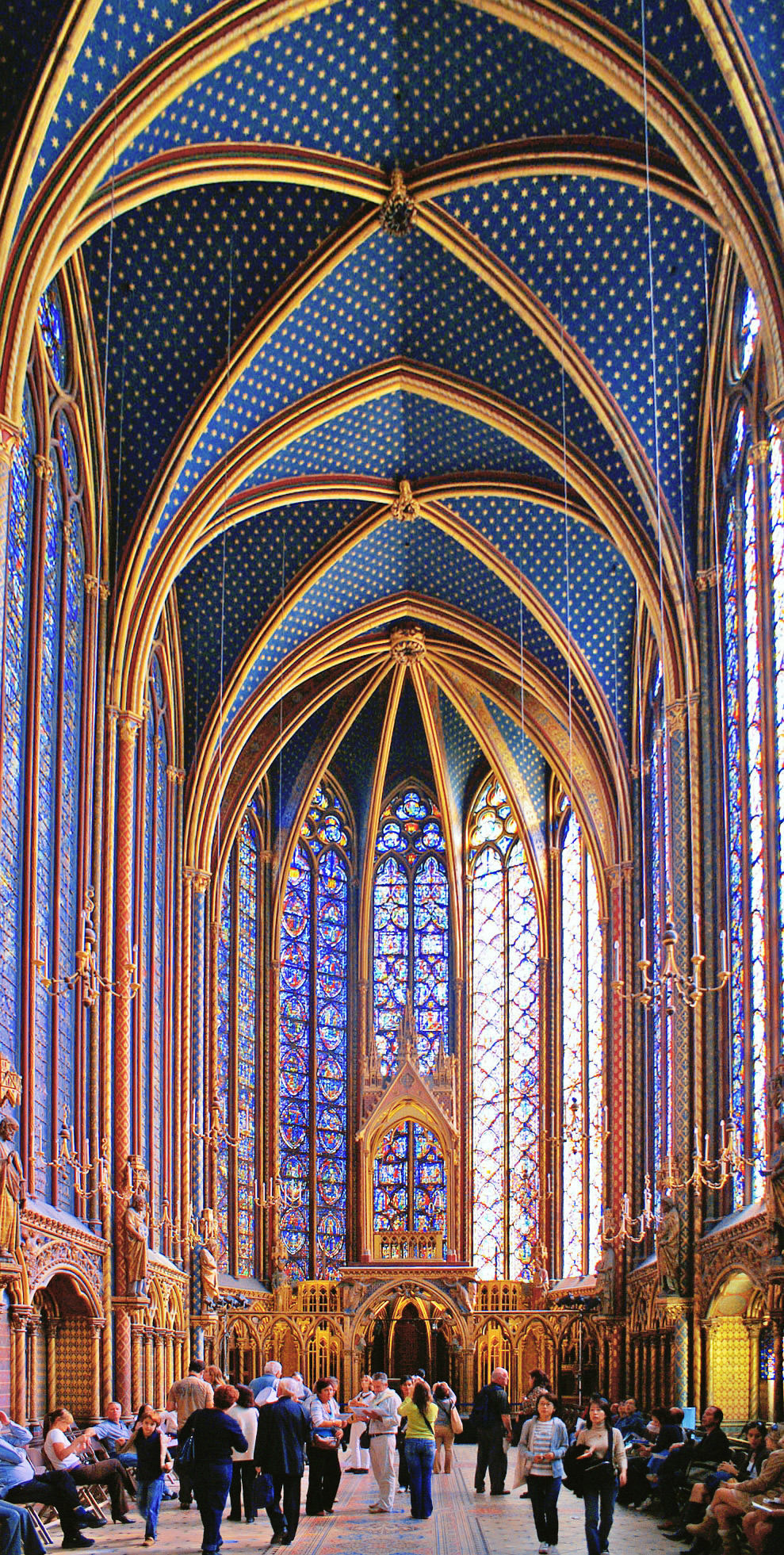
생루이의 생트샤펠 성당. 프랑스 종교건축의 걸작으로 꼽힌다.

중세 시기 프랑스에서는 각지의 봉건 귀족들이 권력 과시를 위하여 요새화된 성채를 지었는데, 프랑스어로 '샤토' (Château)라 하는 이들 고성 중에서 현전하는 대표 작품으로 시농성, 앙제르성, 뱅센성, 카타르성 등이 있다. 이 당시 프랑스는 서유럽에서 주류를 이루던 로마네스크 건축을 따랐으며, 대표적인 건물로는 유럽 최대의 로마네스크 교회인 툴루즈의 생세르냉 대성당, 클뤼니 수도원 유적 등을 꼽을 수 있다.
로마네스크 건축의 뒤를 이은 고딕 양식은 본래 '프랑스식' (Opus Francigenum)이라 불리던 양식으로서, 일드프랑스 지방에서 처음 유래하여 전 유럽에 퍼져나간 최초의 프랑스 고유의 건축양식이 되었다. 이 때문에 프랑스 북부에는 초창기 고딕 양식을 보여주는 대성당이 다수 자리잡고 있는데, 고딕 양식의 시작점이 된 생드니 대성당은 물론 샤르트르 대성당, 아미앵 대성당도 주요 걸작으로 꼽히며, 프랑스 국왕의 즉위식이 열리던 랭스 대성당도 빠질 수 없는 프랑스 고딕양식의 대표작이다. 교회 뿐만 아니라 종교 관련 시설에도 고딕 양식이 적용되었는데 그 대표적인 예시로는 아비뇽의 교황궁이 있다.
15세기 백년전쟁이 프랑스의 승리로 마무리되면서 프랑스 건축의 발전사도 중대한 변곡점을 맞이하였다. 이탈리아의 르네상스 예술가들이 프랑스 궁정으로 초청되어 프랑스 르네상스가 시작되고, 루아르 계곡에는 왕궁이 여럿 지어지게 되었는데, 1450년 몽소로성을 시작으로 샹보르성, 셰농소성, 앙부아즈성이 그 예시다.
르네상스의 뒤를 이어 중세가 끝날 무렵에는 바로크 건축이 기존의 고딕 건축을 대체하였다. 하지만 프랑스의 바로크 건축은 종교 건축보다는 세속 건축에서 더 큰 힘을 발휘하였다. 이 시기 바로크 건축의 특성을 잘 보여주는 대표작으로 베르사유궁이 있다. 베르사유궁의 확장 공사의 설계를 맡은 쥘 아르두앵 망사르는 바로크 시기를 대표하는 프랑스 건축가로 떠올랐으며, 앵발리드의 돔 설계에도 참여하였다.
18세기 이후 부상한 신고전주의 양식으로 프랑스에서는 팡테옹이나 카피톨 드 툴루즈 등의 작품이 탄생하였으며, 프랑스 혁명 이후 공화파에서 더욱 선호하는 양식이 되었다. 이어 프랑스 제1제국 시기에 지어진 에투알 개선문과 마들렌 사원 등은 앙피르 양식 (제국양식)을 대표하는 걸작이다. 나폴레옹 3세 재위기에 접어들면서 이른바 제2제국 양식이라 불리는 새로운 도시계획과 건축양식이 부흥하였는데, 건축 면에서는 신바로크 양식의 오페라 가르니에를 비롯한 화려한 건물이 들어섰고, 파리 개조 사업으로 대표되는 조직적이면서도 철저한 도시계획이 등장했다. 또 한편으로 외젠 비올레르뒤크로 대표되는 강력한 고딕양식이 프랑스는 물론 전 유럽에서 다시 유행하게 된 것이 이 시기의 특징이었다. 19세기 말 귀스타브 에펠은 가라비교를 비롯한 수많은 철교를 설계하며 당대 가장 영향력 있는 교량 설계자로 남았으며, 1889년 만국 박람회를 기념하여 지어진 에펠탑은 오늘날 프랑스의 대표 건축물로 널리 알려지고 기억될 수 있었다.
20세기에는 프랑스계 스위스 건축가 르코르뷔지에가 근대 건축의 발전에 지대한 영향을 끼쳤으며 빌라 사부아, 롱샹 성당 등 프랑스에 수많은 작품을 남겼다. 전후 프랑스 건축은 모더니즘과 구시대 건축양식의 조합을 시도하였으며 대표적인 사례로 옛 건물과의 조화를 의도한 루브르 피라미드가 있다. 하지만 파리 등지에서는 과거의 도시 건축유산을 보호하기 위해 고도제한을 내거는 움직임이 병행되었고, 파리 라데팡스 지구를 비롯한 새로운 신시가지에서 마천루 건설이나 건축실험을 이어나가려는 양상도 보였다. 오늘날 동시대 건축계에서는 장 누벨, 도미니크 페로, 크리스티앙 드 포르장파르크, 폴 앙드뢰 등이 프랑스를 대표하는 건축가로 활동하고 있다.

### 음악
놀웬 르루아

### 영화

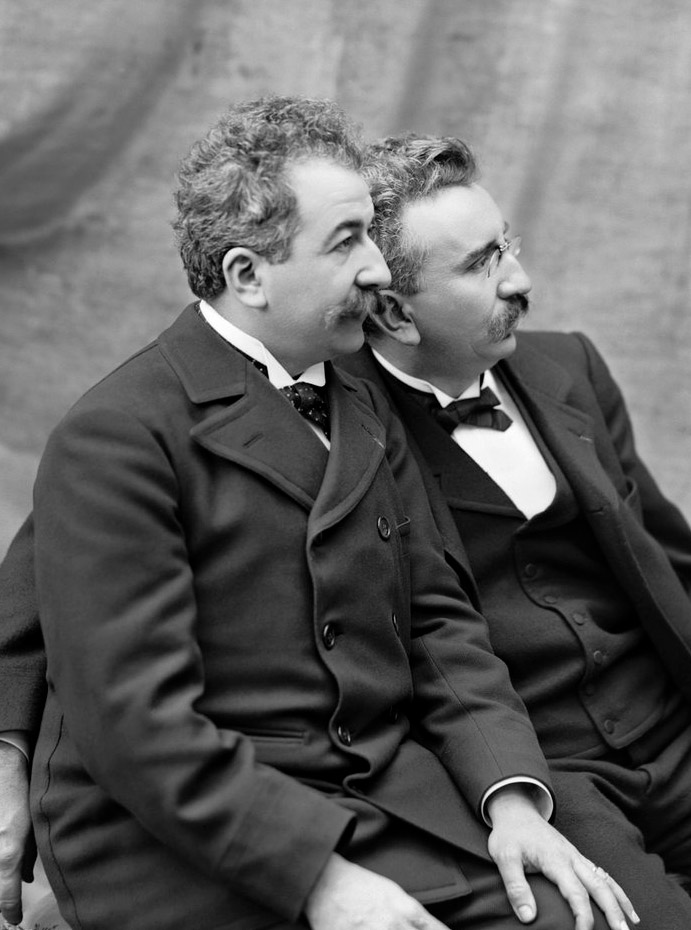
영화의 탄생에 기여한 뤼미에르 형제

프랑스는 1895년 뤼미에르 형제의 활동으로 영화의 탄생에 기여한 국가로서 예로부터 영화의 발전에 관여한 국가로 꼽힌다. 최초의 공상과학 영화감독인 조르주 멜리에스와 최초의 여성 영화감독인 알리스 기블라셰도 프랑스 출신이다. 영화사를 대표하는 사조 가운데 1950년대 말~1960년대에 발달한 누벨바그 운동 역시 프랑스에서 기원하였다. 오늘날 프랑스는 정부의 보호정책에 힘입어 영화산업을 강화해나가고 있는 국가이며, 2015년 기준으로 유럽 내 어느 국가보다도 더 많은 영화가 제작되고 있는 선두주자로 나서고 있다. 한편 세계적으로 유명하면서도 대표적인 영화제로 꼽히는 칸 영화제가 해마다 치러지고 있다.
프랑스 영화산업은 자국의 영향력을 발휘하는 본고장일 뿐만 아니라 유럽과 전세계 영화감독이 모여 교류하는 장소로도 작용하고 있으며, 때로는 프랑스 영화계에서 타국 감독의 작품이 흥행하는 경우도 잦다. 프랑스 극장가의 최상위 흥행을 기록한 외국 감독으로는 로만 폴란스키, 크쥐시토프 키에슬로프스키, 가스파 노에, 아나톨 리트박, 미카엘 하네케, 오타르 이오셀리아니 등이 꼽힌다. 반대로 프랑스 감독 역시 외국 영화계에서의 영향력을 갖추고 있으며 미국에서 활동중인 뤽 베송, 자크 투르뇌가 대표적이다.
한편 프랑스 극장가는 할리우드 영화가 가장 큰 흥행력을 거두고 있으나 그 비중만큼은 비교적 낮아 자국과 미국 외 타국 영화가 강세를 보이는 국가로 꼽힌다. 2005년 통계에서는 전체 영화 수입 가운데 미국영화가 차지한 비율이 50%에 그쳐, 독일 77%, 일본 69%보다 낮았다. 프랑스 자국 영화의 경우 전체 영화 흥행수입의 35%를 차지하여, 스페인 14%, 영국 8%보다 높은 것은 물론, 미국 다음으로 자국 영화가 가장 흥행하는 국가로 집계됐다. 자국영화의 수출비중 역시 높은 편으로 2013년에는 세계에서 미국 다음으로 가장 많이 수출한 국가로 기록되었다.

### 패션

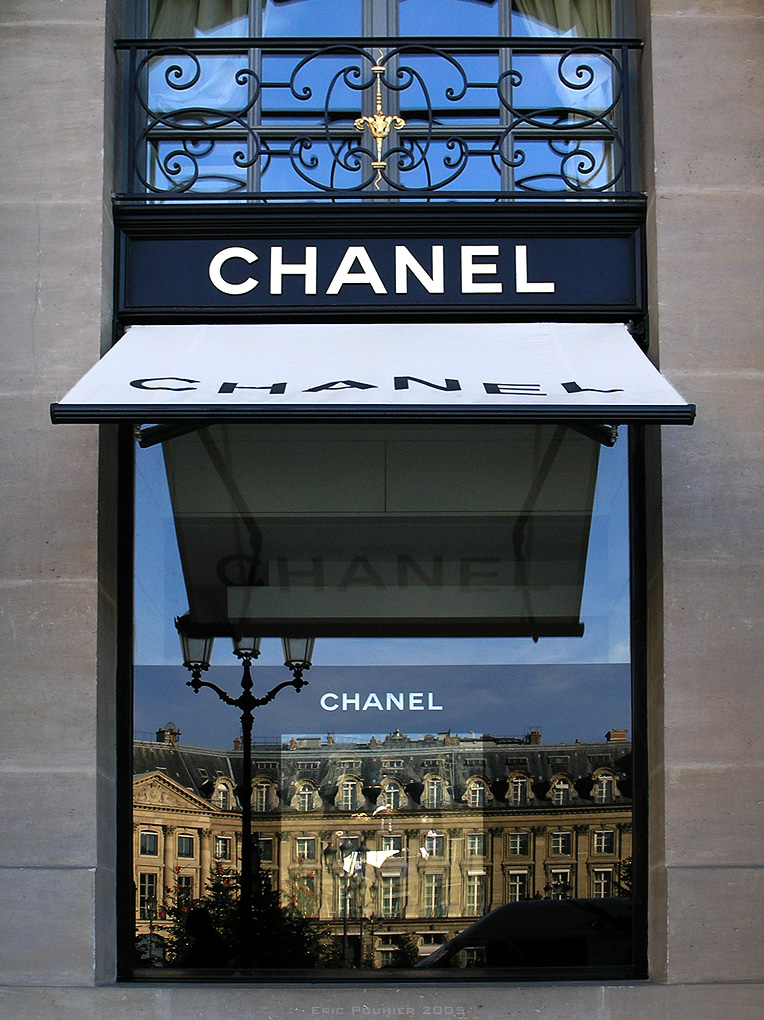
프랑스 파리 방돔 광장에 위치한 샤넬 본점

프랑스는 오늘날 패션 산업의 주요 수출국으로서 문화적 영향력을 발휘하고 있다. 일찍이 17세기부터 프랑스 패션은 널리 수출되기 시작하였으며 오트쿠튀르의 개념도 19세기 파리에서 기원하였다. 현재도 프랑스에서 '오트쿠튀르'라는 용어는 일정한 품질기준을 보장하는 브랜드를 일컫는다. 파리는 런던, 밀라노, 뉴욕과 함께 세계 패션 수도의 하나로 꼽히고 있으며, 수많은 일류 패션 기업의 본고장이자 본부가 자리한 곳으로 남아 있다.
프랑스가 패션과 스타일에 주목하게 된 것은 17세기 말 루이 14세 재위기에 왕실 차원에서 명품 산업을 관리하기 시작하고, 프랑스 왕실의 패션이 전 유럽의 유행으로 이어지는 것으로 불리우던 시절로 거슬러 올라간다. 이후 1860년대부터 1960년대까지 샤넬, 디오르, 지방시를 비롯한 일류 품질의 브랜드가 설립되면서 고급패션 산업의 지배력을 다시 한번 이어나갔다. 프랑스 향수 산업은 오늘날에도 세계적인 선두주자로 나서고 있으며 프랑스 남부 그라스 마을은 향수 원료의 고장으로 유명하다.
2017년 딜로이트사의 통계에 따르면 세계에서 가장 큰 수익을 거둔 명품기업은 프랑스 브랜드 LVMH (루이비통 모에 아네시)로 2위 기업의 매출규모의 2배 이상 되는 수익을 거둔 것으로 드러났다. 뿐만 아니라 전세계 매출순 상위 10개 브랜드 가운데 3개 기업 (LVMH, 케링, 로레알)이 프랑스 기업으로 전세계 어느 국가보다도 더 많이 차지하고 있는 것으로 드러났다.

### 스포츠

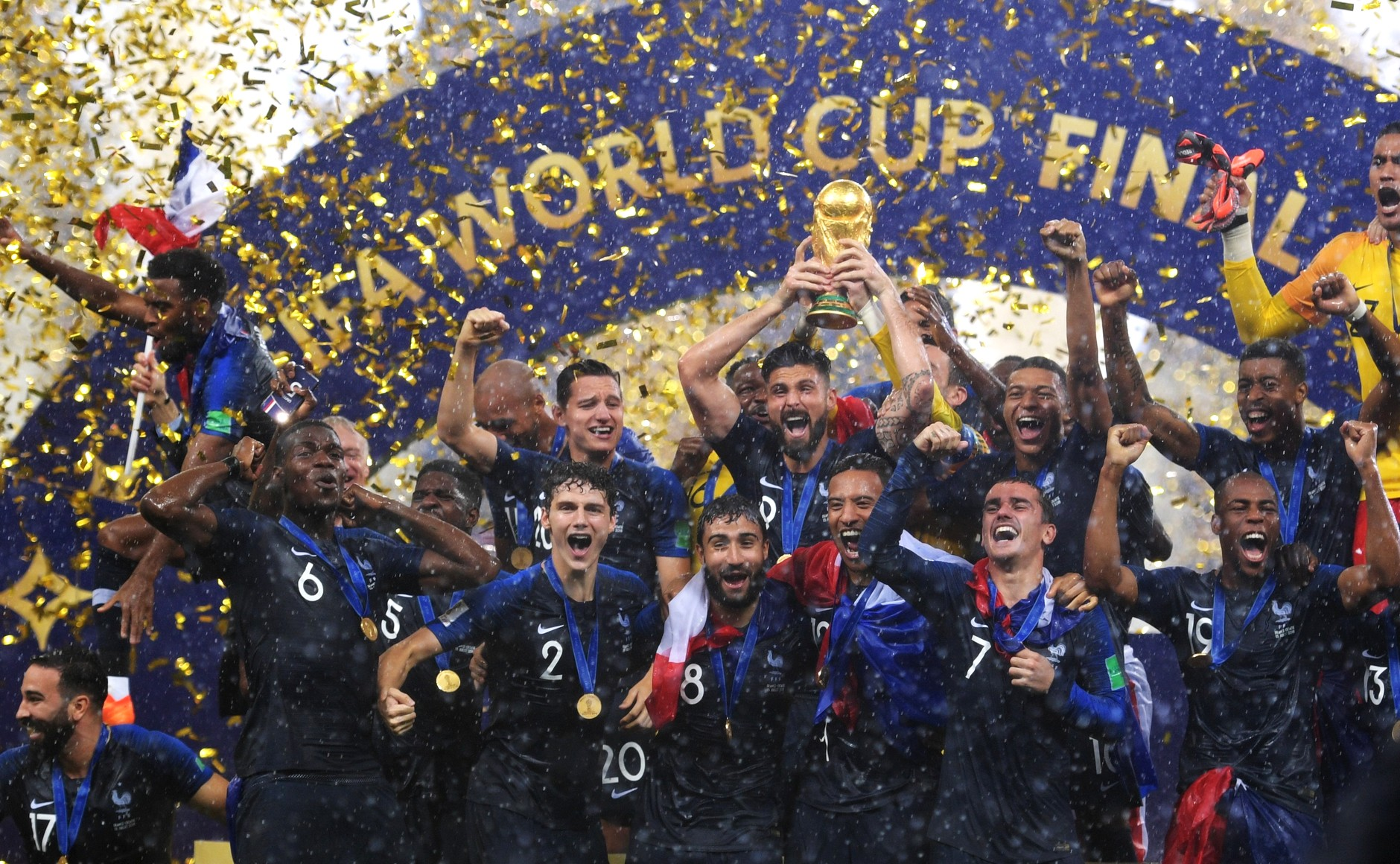
2018년 FIFA 월드컵 결승전에서 우승컵을 들어올리는 프랑스 축구 국가대표팀

프랑스는 하계올림픽을 1900년, 1924년, 2024년에 개최하였으며, 이들 세 대회 모두 파리에 유치하였다. 2024년 대회로 파리는 런던에 이어 두 번째로 올림픽 3회 개최 도시가 되었다. 동계올림픽의 경우 초대 대회인 1924년 샤모니 동계올림픽을 개최하였으며, 이후 1968년 그르노블, 1992년 알베르빌 대회를 개최하였다. 이후 2030년 동계 올림픽을 프랑스 알프스 일대에서 개최할 예정이다. 올림픽 프랑스 선수단은 사이클과 핸드볼에서, 동계 종목에서는 알파인스키에서 강세를 보인다.
프랑스의 최고 인기 스포츠는 축구이다. 프랑스는 FIFA 월드컵을 2회 (1938년, 1998년) 개최하였으며, 프랑스 축구 국가대표팀은 1998년과 2018년 2회 우승을 차지하였다.
축구 다음으로 인기있는 스포츠는 럭비이다. 다만 장마리 르 펜과 같은 프랑스의 극우 민족주의자 내지 백인 우월주의자들 사이에서는 럭비가 선수들의 대부분이 백인이기 때문에 축구보다 더 좋아한다는 의견도 있다.
농구도 인기가 많은 스포츠이다. 2019년 FIBA 농구 월드컵 8강전에서 프랑스 농구 국가대표팀은 종주국이자 세계 최강인 미국 농구 국가대표팀을 꺾는 이변을 냈다.
야구의 경우 국내리그인 다비시옹 엘리트가 있다.